# Harry S. Truman
Pour les articles homonymes, voir Truman.
Harry S. Truman, né le 8 mai 1884 à Lamar (Missouri) aux États-Unis et mort le 26 décembre 1972 à Kansas City (Missouri) aux États-Unis, est un homme d'État américain. Membre du Parti démocrate, il est le 33e président des États-Unis du 12 avril 1945 au 20 janvier 1953, après en avoir été le 34e vice-président pendant quelques mois en 1945. Truman préside les États-Unis pendant la fin de la Seconde Guerre mondiale et la montée des tensions avec l'Union soviétique dans le cadre de la guerre froide.
Il passe une partie de sa jeunesse dans la ferme familiale. Durant la Première Guerre mondiale, il combat en France en tant qu'officier dans une unité de la garde nationale. Il possède ensuite brièvement une mercerie. Adhérent démocrate à Kansas City, il est élu sénateur fédéral en 1934. Il accède à la notoriété nationale durant la guerre en tant que président du « comité Truman », qui enquête sur le gaspillage, les fraudes et la corruption dans les contrats militaires.
Colistier à la vice-présidence de Franklin Delano Roosevelt pour l'élection présidentielle de 1944, il lui succède à sa mort en avril 1945. Alors que l'Allemagne capitule rapidement après, il autorise les bombardements atomiques d'Hiroshima et Nagasaki. Sa présidence marque un tournant en matière de politique étrangère, le pays adoptant une volonté interventionniste en conjonction avec ses alliés européens. Travaillant étroitement avec le Congrès, il participe à la fondation des Nations unies, applique la doctrine Truman et fait voter le plan Marshall.
L'alliance avec l'Union soviétique durant la guerre se transforme en une opposition ouverte, dite « guerre froide ». Dans ce contexte, Truman supervise le pont aérien de Berlin en 1948 et la création de l'OTAN en 1949. Lorsque la Corée du Nord envahit la Corée du Sud en 1950, il envoie immédiatement des troupes américaines et obtient l'approbation des Nations unies pour participer à la guerre de Corée, qui se mue en impasse jusqu'à la fin de sa présidence.
Il parvient à remporter de justesse l'élection présidentielle de 1948 face au candidat républicain Thomas Dewey, longtemps donné favori. Cependant, devenu très impopulaire, Truman est devancé dans le New Hampshire lors des primaires démocrates pour l'élection présidentielle de 1952. Il renonce alors à se présenter pour un troisième mandat malgré sa politique de Fair Deal, instaurée dans la continuité du New Deal de son prédécesseur. La corruption de son administration, liée à certains membres du cabinet et du personnel de la Maison-Blanche, est une question centrale de la campagne présidentielle, à l'issue de laquelle le démocrate Adlai Stevenson est battu par le républicain Dwight D. Eisenhower.

## Jeunesse et début de carrière

### Naissance et origines

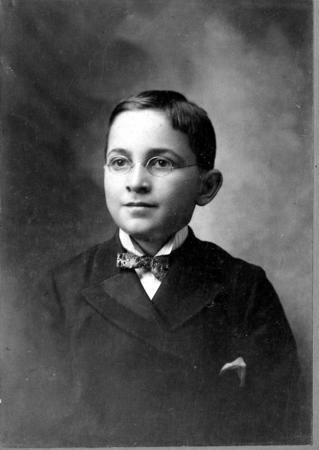
Truman à l'âge de 13 ans.

Harry S. Truman est né le 8 mai 1884 à Lamar dans le Missouri. Il est le premier des trois enfants de Martha Ellen Young Truman (1852-1947) et de John Anderson Truman (1851-1914). Ses parents choisissent le prénom Harry d'après le frère de sa mère, Harrison « Harry » Young (1846-1916). En désaccord sur le second prénom, ils choisissent l'initiale « S » d'après ses deux grands-pères, Anderson Shipp Truman et Solomon Young. Le « S » n'est donc pas l'initiale d'un nom, ce qui était une pratique courante chez les Américains d'ascendance irlando-écossaise,. Harry a un frère, John Vivian (1886-1965) et une sœur, Mary Jane (1889-1978).
John Truman était agriculteur et marchand de bétail. La famille vit à Lamar jusqu'à ce que Harry soit âgé de dix mois, puis s'installe dans une ferme près de Harrisonville. Elle déménage ensuite à Belton, puis en 1887 dans la ferme de 240 ha de ses grands-parents à Grandview. Lorsque Truman a six ans, ses parents déménagent à Independence pour qu'il puisse participer à l'école dominicale de l'église presbytérienne. Truman n'est pas allé à l'école traditionnelle avant d'avoir 8 ans.

### Jeunesse et éducation
Durant sa jeunesse, Truman s'intéresse à la musique, la lecture et l'histoire sous l'impulsion de sa mère de laquelle il est resté très proche (durant sa présidence, il lui demande des conseils tant politiques que personnels). Il se lève chaque matin à cinq heures pour s'exercer au piano qu'il étudie deux fois par semaine jusqu'à ses quinze ans. Grâce à des relations de son père actives dans le parti démocrate, Truman est garçon d'honneur à la convention démocrate de 1900 à Kansas City,.
Diplômé du lycée d'Independence en 1901, Truman travaille comme chronométreur sur le chemin de fer de Santa Fé et dort dans les campements de vagabonds près des voies ferrées. Il travaille ensuite dans des bureaux et est brièvement employé dans le bureau de tri du journal Kansas City Star. Il retourne à la ferme de Grandview en 1906 où il reste jusqu'à son entrée dans l'armée en 1917. Durant cette période, il courtise Bess Wallace. Il la demande en mariage en 1911, mais elle refuse. Truman dit qu'avant de la demander à nouveau, il voulait gagner plus d'argent qu'un simple fermier.
Truman fut le dernier président américain à ne pas avoir de diplôme universitaire. Tandis que ses amis de lycée s'inscrivent à l'université de l'État en 1901, Truman s'inscrit pour sa part à l'école de commerce Spalding's Commercial College de Kansas-City, mais n'y reste qu'un semestre. En 1923-1925, il prend des cours du soir pour obtenir un diplôme de droit à la faculté de Kansas City mais abandonne, après avoir perdu son travail de fonctionnaire.
Truman est connu pour avoir été, dans sa jeunesse, un vendeur de cravates et de chemises pour hommes dans la boutique Truman and Jacobson, à Kansas City dans son Missouri natal. Cette expérience lui forgera une réputation de « petit vendeur de cravates du Missouri » qui le suivra à vie, en faisant un exemple de self-made man.

### Première Guerre mondiale

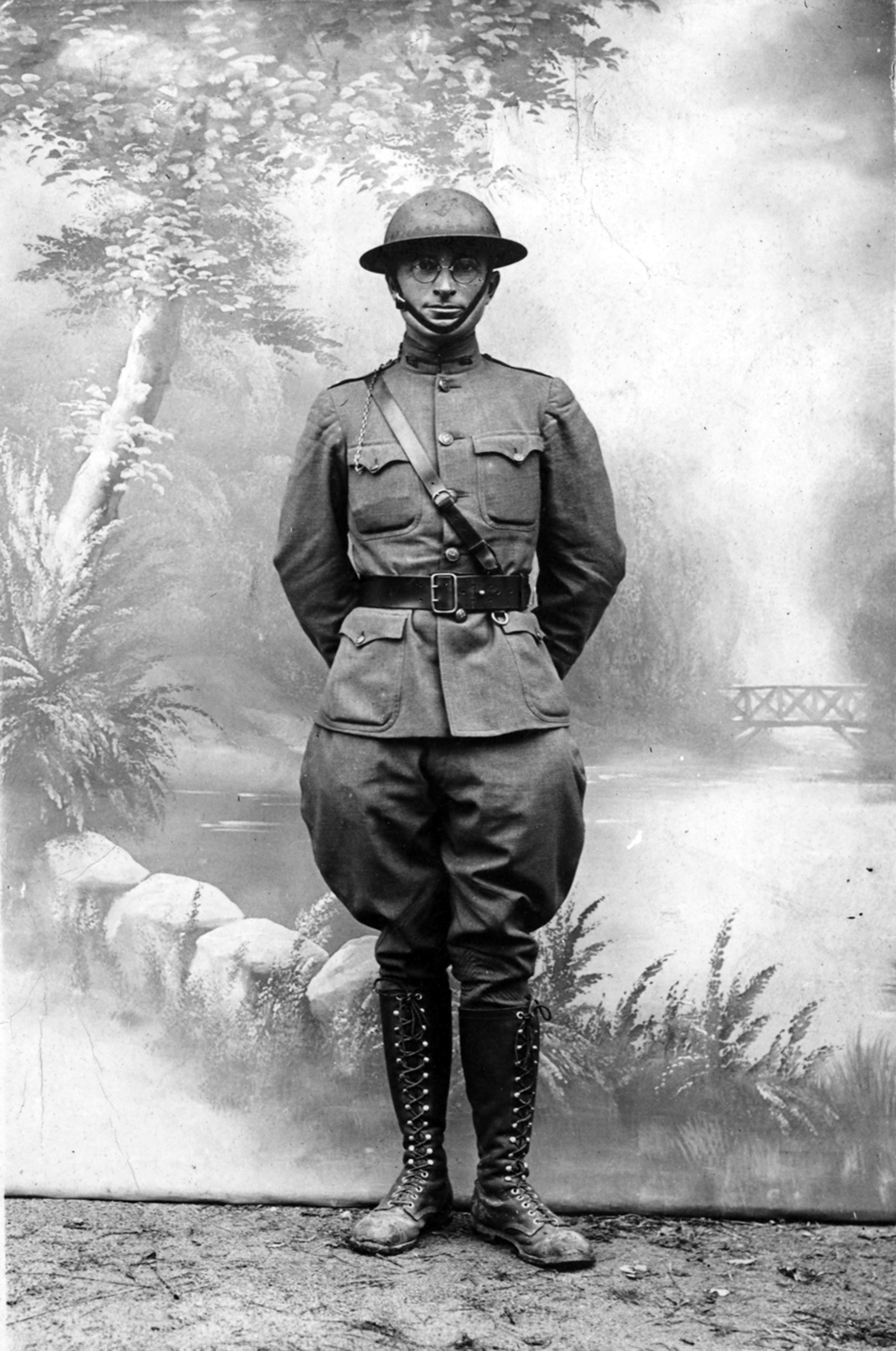
Truman en uniforme vers 1918.

Truman avait été refusé à l'académie militaire de West Point, ce qui était un rêve d'enfance, car son acuité visuelle est mauvaise (4/10 à droite et 5/10 à gauche). Il s'enrôle dans la Garde Nationale du Missouri où sa candidature est initialement rejetée en raison de sa mauvaise vue. Il est accepté la seconde fois car il avait mémorisé le tableau en 1905 et y reste jusqu'en 1911.
À l'entrée en guerre des États-Unis dans la Première Guerre mondiale en avril 1917, Truman rejoint la Garde Nationale. Avant son déploiement en France, il est envoyé s'entraîner au camp Doniphan, près de Lawton dans l'Oklahoma. Il y gère la cantine du camp avec Edward Jacobson, un marchand de tissu juif de Kansas City. Dans la base voisine de Fort Sill, il rencontre le lieutenant James M. Pendergast, neveu de Thomas Joseph (Tom) Pendergast, un « boss politique » de Kansas City, un lien qui a une influence profonde sur la vie de Truman,,,.
Débarqué en France, Truman suit un stage de formation au tir du canon de 75, à Montigny-sur-Aube, (Côte d'Or), le quartier général du Corps Expéditionnaire Américain était alors situé à Chaumont (Haute-Marne). Devenu commandant d'une batterie dans un régiment d'artillerie : la batterie D du 129e régiment d'artillerie de la 60e brigade de la 35e division d'infanterie, connue pour ses problèmes de discipline. Durant une soudaine attaque allemande dans les Vosges, des soldats commencent à s'enfuir. Truman parvient à ramener l'ordre avec des vulgarités qu'il avait « apprises alors qu'il travaillait sur le chemin de fer de Santa Fe ». Sous le commandement de Truman, la batterie ne perd aucun homme. Elle fournit également un soutien à la brigade blindée de George Patton durant l'offensive Meuse-Argonne de 1918. Le 11 novembre 1918, l'unité de Truman tire certains des derniers coups de la Première Guerre mondiale contre des positions allemandes avant l'entrée en vigueur de l'armistice à 11 h. La guerre est une expérience importante qui développe les qualités de chef de Truman et son passé militaire rend possible sa carrière politique dans le Missouri.

## Parcours politique

### Juge dans le comté de Jackson

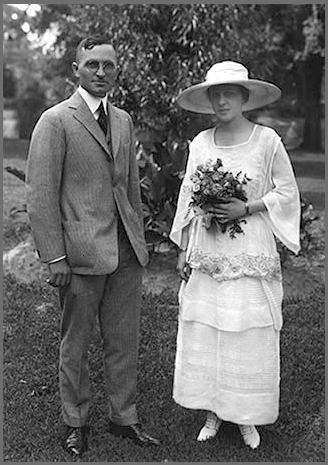
Photo de mariage des Truman le 28 juin 1919.

À la fin de la guerre, Truman est nommé capitaine et il retourne à Independence où il épouse Bess Wallace le 28 juin 1919. Le couple a un enfant, Mary Margaret (17 février 1924 - 29 janvier 2008).
Peu avant le mariage de Truman, Jacobson et lui ouvrent une mercerie à Kansas City. Malgré des débuts encourageants, le magasin fait faillite lors de la récession de 1921. Truman n'a terminé de rembourser la dette contractée avec ce magasin qu'en 1934 avec l'aide d'un sympathisant. Jacobson et Truman restèrent des amis proches et les conseils de Jacobson sur le sionisme jouèrent par la suite un rôle dans la décision du gouvernement américain de reconnaître Israël. En 1922, avec l'aide de la machine politique démocrate de Kansas City menée par Tom Pendergast, Truman est élu juge de la cour du comté de Jackson, fonction administrative et non judiciaire.
Truman, battu en 1924 par un républicain lors de la lame de fond menée par le président Calvin Coolidge, passe les deux années suivantes à vendre des adhésions à une association automobile. Cela le convainc qu'une carrière de fonctionnaire est plus sûre pour un homme approchant l'âge mur, qui n'a jamais été prospère dans le secteur privé. Avec le soutien de la machine de Pendergast, Truman est élu juge président de la cour du comté, et réélu en 1930. Truman supervise alors le Ten Year Plan qui transforme la physionomie du comté de Jackson et de Kansas City avec des travaux publics tels la création d'un réseau routier important, la construction du nouveau bâtiment (en) de la cour du comté et l'inauguration de douze monuments Madonna of the Trail (en) honorant les femmes pionnières,.
Lors de l'élection présidentielle de 1932, Pendergast donne le vote de Kansas City à Franklin D. Roosevelt et, en échange, reçoit la possibilité de placer quelques-uns des hommes de sa machine à des postes importants. En 1933, Truman est ainsi nommé directeur du programme fédéral de réemploi dans le Missouri (appartenant à la Civil Works Administration) à la demande du Postmaster General James Aloysius Farley. Ce choix confirme le contrôle de Pendergast sur le clientélisme dans le Missouri et marque l'apogée de son pouvoir politique. Il offre également à Truman une relation avec l'assistant de Roosevelt, Harry Hopkins et garantit le soutien indéfectible de Truman pour le New Deal.

### Sénateur du Missouri

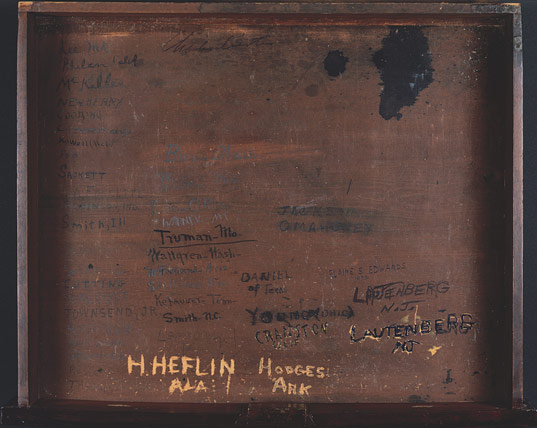
Tiroir du bureau de sénateur utilisé par Truman

Après son mandat de juge, Truman veut se lancer dans la campagne pour la fonction de gouverneur ou pour un poste au Congrès, mais Pendergast rejette ces idées. Truman pense donc devoir achever sa carrière dans une sinécure bien payée au niveau du comté. Cependant, après le refus de quatre autres personnes, Pendergast rappelle Truman à contrecœur comme candidat démocrate pour le poste de sénateur du Missouri en 1934. Durant la primaire démocrate, Truman bat deux congressistes, John J. Cochran et Jacob L. Milligan, grâce au soutien du comté de Jackson et à ses contacts au niveau de l'État créés durant son mandat dans le comté. Il défait ensuite le républicain en fonction, Roscoe C. Patterson (en), avec près de 20 points d'avance,,.
Truman prend ses fonctions avec la réputation de « sénateur de Pendergast » mais même s'il confie la nomination des fonctionnaires à Pendergast, il vote avec équité. Il défend ensuite les choix clientélistes en avançant qu'en offrant un peu à la machine politique, il épargnait beaucoup,. Durant son premier mandat de sénateur, Truman se prononce contre l'avidité des entreprises, les dangers des spéculateurs de Wall Street et l'influence disproportionnée d'intérêts particuliers fortunés dans les affaires nationales. Il est largement ignoré par Roosevelt qui ne le prend pas au sérieux à ce moment et a du mal à échanger avec la Maison-Blanche,.
Lors de l'élection sénatoriale de 1940, le procureur fédéral Maurice Milligan et l'ancien gouverneur Lloyd C. Stark défient Truman lors de la primaire démocrate. Truman, politiquement affaibli par la condamnation de Pendergast pour évasion fiscale en 1939, lui reste loyal, en affirmant que les juges républicains et non l'administration Roosevelt était responsable de la chute du boss. Le soutien du chef du parti démocrate de Saint-Louis, Robert E. Hannegan, se révèle décisif pour Truman ; c'est lui qui, par la suite, trouva l'accord qui plaça Truman sur le « ticket » présidentiel. Finalement, Stark et Milligan se partagent le vote anti-Pendergast et Truman remporte la primaire avec 8 000 voix d'avance. Lors de l'élection de novembre 1940, Truman bat le républicain Manvel H. Davis avec 51 % des voix contre 49 %.
À la fin de l'année 1940, Truman se rendit dans différentes bases militaires. Les gaspillages et la corruption qu'il vit le poussèrent à utiliser sa fonction de président du Comité sur les Affaires militaires pour enquêter sur les abus alors que la nation se préparait à la guerre. Un comité séparé chargé de mener une enquête formelle fut constitué sous la direction de Truman et cette proposition fut soutenue par l'administration plutôt que de prendre le risque d'une enquête plus hostile menée par la Chambre des représentants. La présidence de ce qui fut appelé le « comité Truman » le fit connaître au niveau national. Le comité Truman enquêta sur un grand nombre d'abus allant de la construction de mauvaise qualité de bâtiments pour les ouvriers de l'industrie de guerre dans le New Jersey à la critique de la politique d'embauche du gouvernement. Au cours de la guerre, le comité est crédité d'avoir permis d'économiser près de 15 milliards de dollars, et Truman fit la couverture du magazine Time du 8 mars 1943. Selon les comptes rendus historiques du Sénat, en dirigeant le comité, « Truman effaça son ancienne image de garçon de course pour les politiciens de Kansas City » et « aucun sénateur n'a retiré autant de bénéfices politiques de la présidence d'un comité d’enquête spécial qu'Harry Truman du Missouri ».
Pendant la Seconde Guerre mondiale, peu après le début de l'invasion de l'Union soviétique par l’Allemagne nazie, il déclare : « Si nous voyons que l’Allemagne gagne, nous devons aider la Russie ; mais si c’est la Russie qui gagne, nous devons aider l’Allemagne, afin qu’ils s’entre-tuent au maximum. »

### Vice-président des États-Unis (1945)

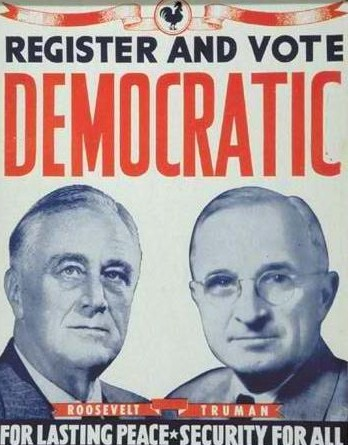
Affiche électorale pour le « ticket » Roosevelt-Truman.

Le vice-président Henry Wallace, bien que populaire auprès des électeurs démocrates, était jugé trop à gauche par certains des conseillers de Roosevelt. Sachant que Roosevelt ne vivrait peut-être pas jusqu'à la fin de son quatrième mandat, le président et plusieurs de ses proches cherchèrent à remplacer Wallace. Parmi ceux-ci, le président sortant du Comité national démocrate, Frank C. Walker, son remplaçant, Robert E. Hannegan, le trésorier du parti, Edwin W. Pauley, le maire de Chicago, Edward Joseph Kelly, le stratège Edward J. Flynn et le lobbyiste George E. Allen voulaient tous exclure Wallace du « ticket ». Roosevelt dit aux chefs du parti qu'il accepterait soit Truman soit le juge de la Cour suprême, William O. Douglas. Les chefs des partis aux niveaux locaux préféraient largement Truman et Roosevelt accepta. Truman ne fit personnellement pas campagne pour la vice-présidence et il accueillit l'offre comme une preuve qu'il était devenu plus que le « sénateur de Pendergast ».
Le choix de Truman, surnommé le « second compromis du Missouri » est bien accueilli et le « ticket » de Roosevelt et Truman remporte facilement l'élection présidentielle de 1944 face à celui formé par le gouverneur de l'État de New York Thomas Dewey et le gouverneur de l'Ohio John Bricker. Truman prête serment le 20 janvier 1945.
La brève vice-présidence de Truman est relativement peu mouvementée. Roosevelt le rencontre rarement même pour l'informer des décisions importantes ; le président et le vice-président ne se rencontrent en tête à tête que deux fois. Il a rarement échangé sur les affaires internationales ou intérieures avec Roosevelt et ignore certaines initiatives liées à la guerre comme le projet Manhattan destiné à produire la première bombe nucléaire. Dans l'une de ses premières actions en tant que vice-président, Truman provoque une controverse en assistant aux funérailles de Pendergast. Il repousse les critiques en avançant simplement, « il a toujours été mon ami et j'ai toujours été le sien ».
Truman est vice-président depuis seulement 82 jours lorsque le président Roosevelt meurt le 12 avril 1945. Durant l'après-midi, Truman se trouve au Sénat qu'il présidait comme à son habitude. Il venait juste d'ajourner la séance pour la journée et se préparait à prendre un verre dans le bureau du président de la Chambre des représentants Sam Rayburn lorsqu'il reçoit un message lui enjoignant de se rendre de toute urgence à la Maison-Blanche. Truman suppose que Roosevelt voulait le rencontrer mais Eleanor Roosevelt l'informe que son époux venait de succomber à une hémorragie cérébrale. La première inquiétude de Truman est pour Eleanor : il lui demande s'il pouvait faire quelque chose pour elle, ce à quoi elle répondit, « Est-ce que je peux faire quelque chose pour vous ? Vous êtes celui en difficulté maintenant, ! »

### Président des États-Unis (1945-1953)

#### Premier mandat (1945-1949)

##### Prise de fonctions et fin de la guerre

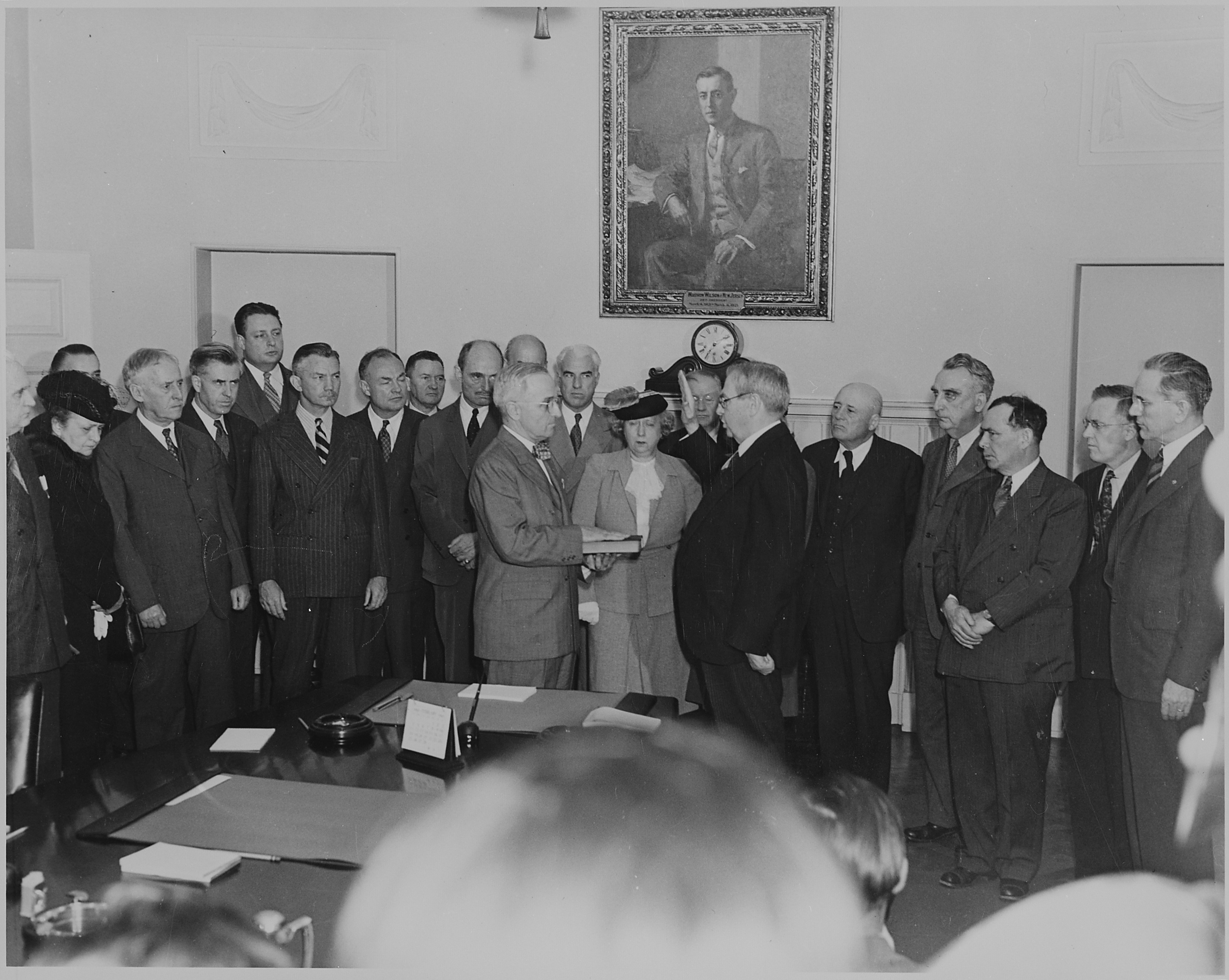
Harry Truman prêtant serment comme nouveau président des États-Unis, dans la Cabinet Room, 12 avril 1945.

Peu après avoir prêté serment, Truman déclara à des journalistes :

« Les gars, si vous priez, priez pour moi. Je ne sais pas si une botte de foin vous est déjà tombée dessus mais lorsqu'ils m'ont dit ce qui est arrivé hier, j'ai l'impression que la Lune, les étoiles et toutes les planètes me sont tombées dessus,. »

Lors de sa prise de fonction, Truman demanda à tous les membres de l'administration Roosevelt de rester en place, leur dit qu'il était ouvert à leurs suggestions mais exposa le principe central de son administration : il serait celui qui prendrait les décisions et ils devraient le soutenir. Même si Truman avait été rapidement informé dans l'après-midi du 12 avril que les Alliés disposaient d'une nouvelle arme extrêmement puissante, le secrétaire à la Guerre Henry Lewis Stimson ne lui exposa les détails que le 25 avril. Truman profita d'un état de grâce à la suite de la mort de Roosevelt et des succès alliés en Europe. Il fut ravi de pouvoir annoncer la capitulation allemande le 8 mai 1945, le jour de son 61e anniversaire,.

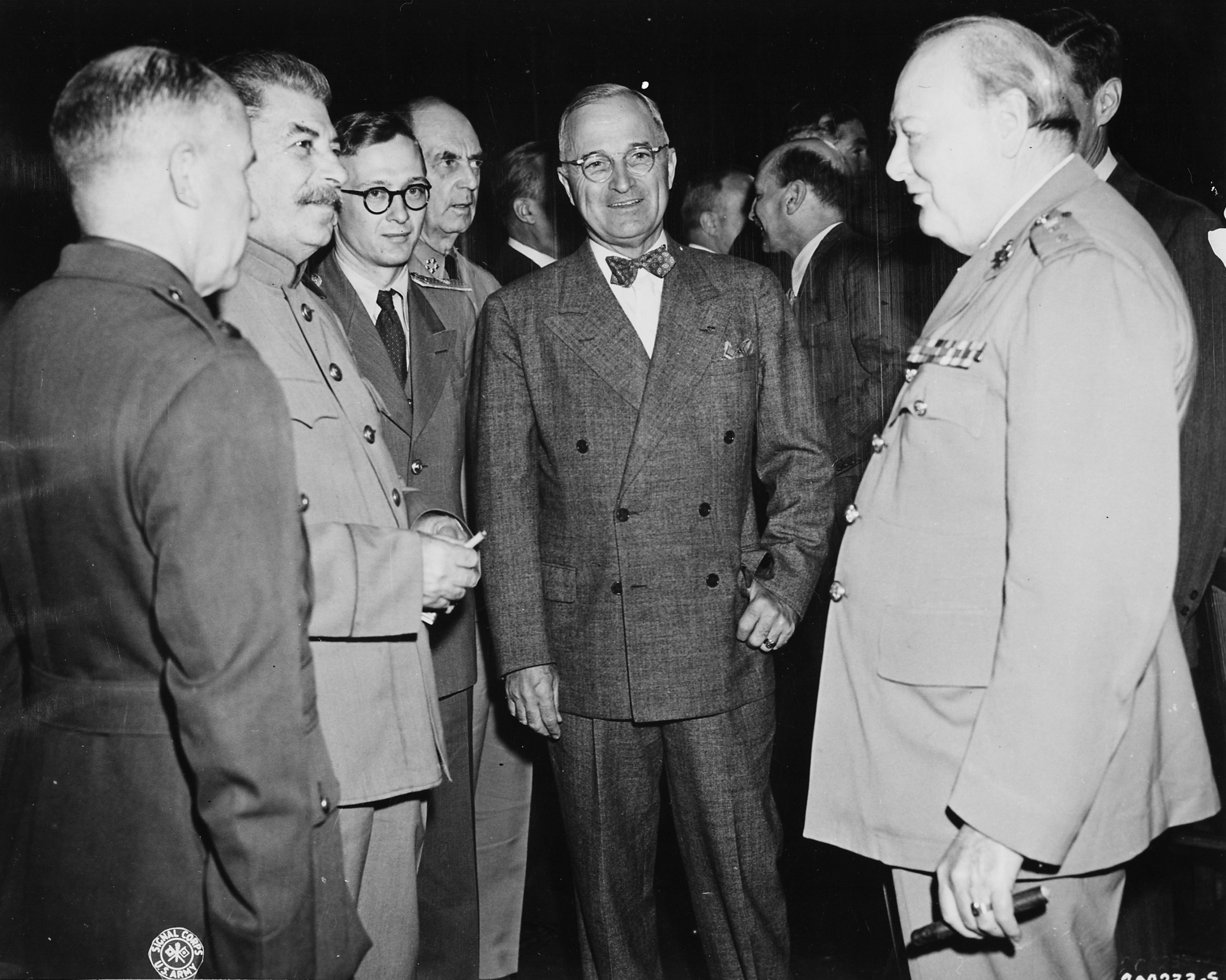
Joseph Staline, Harry S. Truman et Winston Churchill à Potsdam en juillet 1945.

À la suite de la victoire alliée, Truman se rendit en Europe pour la conférence de Potsdam où il apprit que l'essai Trinity de la première arme nucléaire le 16 juillet avait été couronné de succès. Il indiqua à Joseph Staline que les États-Unis étaient sur le point d'utiliser un nouveau type d'arme contre les Japonais. Même si c'était la première fois que les Soviétiques étaient officiellement informés de l'existence de la bombe atomique, Staline était déjà au courant du projet Manhattan grâce à l'espionnage avant même que Truman ne le soit,,.
En août, après le refus du gouvernement impérial japonais d'accepter les demandes de capitulation, Truman autorisa les bombardements atomiques du Japon. Même si l'importance des dévastations et des effets des bombes atomiques étaient mal connus, Truman, comme la plupart des Américains, était peu enclin à la clémence envers les Japonais après les longues années de guerre. En témoigne l’entrée de son journal rédigé à Potsdam le 25 juillet 1945 : « Même si les Japonais sont des sauvages, impitoyables, impitoyables et fanatiques, nous, dirigeants du monde pour le bien commun, ne pouvons pas laisser tomber cette terrible bombe sur le vieux Capitol [Kyoto] ou sur le nouveau [Tokyo] », — il y précise avoir demandé à son secrétaire à la Guerre (Henry Lewis Stimson) que les objectifs soient militaires, et non civils. Truman a toujours affirmé que sa décision de bombarder le Japon a sauvé de nombreuses vies des deux côtés : les estimations militaires pour une invasion de l'archipel japonais envisageaient un an de combats et la mort d'entre 250 000 et 500 000 soldats américains. Il savait également que le projet Manhattan avait coûté deux milliards de dollars et il n'était donc pas enclin à renoncer à une alternative qui pourrait mettre rapidement fin à la guerre. Hiroshima fut bombardé le 6 août, Nagasaki le 9 et le Japon capitula le 14 août,.
Les défenseurs de la décision de Truman ont avancé que, étant donné la défense japonaise acharnée des îles périphériques, les bombardements atomiques ont sauvé des centaines de milliers de vies qui auraient été perdues lors d'une invasion du Japon. En 1954, Eleanor Roosevelt déclara que Truman « a pris la seule décision qu'il pouvait » et que l'emploi de la bombe était nécessaire « pour éviter l'immense sacrifice de vies américaines ». D'autres ont avancé que l'usage d'armes nucléaires était inutile et profondément immoral. Truman écrivit plus tard dans sa vie, « je savais ce que je faisais lorsque j'ai arrêté la guerre… Je n'ai aucun regret et, dans les mêmes circonstances, je le referais ».

##### Grèves et crise économique
La fin de la Seconde Guerre mondiale est suivie par un difficile retour à une économie de paix. Les planificateurs envisageaient que la guerre contre le Japon allait durer encore un an et pensaient donc qu'ils auraient le temps de faire des propositions pour transformer l'économie. La fin soudaine de la guerre et la rapide démobilisation montrèrent que peu avait été fait pour organiser efficacement la transition vers la production de biens de consommation et éviter le chômage de masse des vétérans. Les représentants du gouvernement n'étaient pas d'accord sur la politique économique à appliquer. De plus, Roosevelt ne s'était pas préoccupé du Congrès dans ses dernières années et Truman dut affronter un rassemblement de républicains et de démocrates conservateurs du Sud.
Le président est également confronté au retour des conflits sociaux qui avaient été mis en sommeil durant la guerre, à de sévères pénuries de biens de consommation et au mécontentement lié à l'inflation qui atteignit 6 % en juillet 1946. Une vague de grèves commença également dans les grandes industries et les réponses de Truman furent généralement jugées inefficaces. L'arrêt du contrôle de l'économie entraîna une hausse des prix et les ouvriers demandèrent une augmentation des salaires. Une grève dans l'industrie sidérurgique en janvier 1946 impliqua 800 000 ouvriers, la plus grande de l'histoire du pays, et elle fut suivie par une grève de l'industrie charbonnière en avril et dans le secteur ferroviaire en mai. L'opinion publique était ulcérée et une majorité dans les sondages demandait l'interdiction du droit de grève pour les fonctionnaires et un moratoire d'une année sur les actions sociales. Truman proposa une législation pour enrôler les grévistes dans les forces armées et dans une apparition théâtrale devant le Congrès, il annonça la règlementation du droit de grève dans le secteur ferroviaire. Sa proposition fut adoptée par la Chambre des représentants mais échoua au Sénat,. Pour les produits dont le contrôle des prix était maintenu, les producteurs étaient souvent réticents à vendre à des prix artificiellement bas : les agriculteurs refusèrent de vendre des céréales pendant plusieurs mois en 1945 et 1946 jusqu'à ce que les prix soient significativement augmentés même si les céréales étaient désespérément nécessaires, non seulement pour le marché intérieur mais également pour lutter contre la famine en Europe.
Même si les luttes sociales s'apaisèrent après le règlement de la grève dans le secteur ferroviaire, elles continuèrent tout au long de la présidence de Truman. Les taux d'approbation passèrent de 82 % en février 1946 à 52 % en juin. Ce mécontentement des politiques de l'administration Truman entraîna une large victoire républicaine lors des élections de mi-mandat en novembre 1946 et les démocrates perdirent le contrôle du Congrès qu'ils possédaient depuis 1930. Le nouveau Congrès comprenait de nouveaux politiciens républicains qui devinrent influents dans les années qui suivirent comme le sénateur du Wisconsin, Joseph McCarthy, et le représentant de la Californie, Richard Nixon. Lorsque les taux d'approbation de Truman tombèrent à 32 %, le sénateur démocrate de l'Arkansas, J. William Fulbright, suggéra la démission de Truman ; le président répondit qu'il ne se préoccupait pas de ce que le sénateur « Halfbright » disait,,.
À la différence de la politique étrangère où ils coopérèrent étroitement, Truman affronta la forte opposition des chefs républicains en politique intérieure. L'influence des syndicats fut sévèrement limitée par la loi Taft-Hartley qui fut approuvée malgré le veto de Truman. Truman mit son veto à deux reprises sur des lois visant à réduire l'impôt sur le revenu en 1947. Les deux vetos furent cependant annulés par le Congrès dans une loi de baisse des impôts en 1948. Les partis coopérèrent sur plusieurs questions ; le Congrès adopta le Presidential Succession Act (en) de 1947 qui faisait du président de la Chambre des représentants, le troisième dans l'ordre de succession présidentiel à la place du secrétaire d'État. Alors qu'il se préparait à l'élection de 1948, Truman montre clairement qu'il est un démocrate s'inscrivant dans la tradition du New Deal en défendant une assurance maladie nationale, l'abrogation de la loi Taft-Hartley et un programme avancé en faveur des droits civiques. Ensemble, ces mesures formaient un programme législatif qui fut appelé Fair Deal. Les propositions de Truman ne furent pas très bien accueillies par le Congrès même avec des majorités démocrates après 1948. Deux mesures importantes du Fair Deal seulement furent adoptées. Ce fut d'abord en 1948 l'abrogation de la ségrégation raciale dans l'armée : désormais les unités militaires blanches et noires devaient être amalgamées. Ensuite ce fut le Housing Act de 1949,. D'un autre côté, les grands programmes du New Deal encore en cours ne furent pas abrogés et certains furent même légèrement améliorés et étendus.

##### Politique étrangère

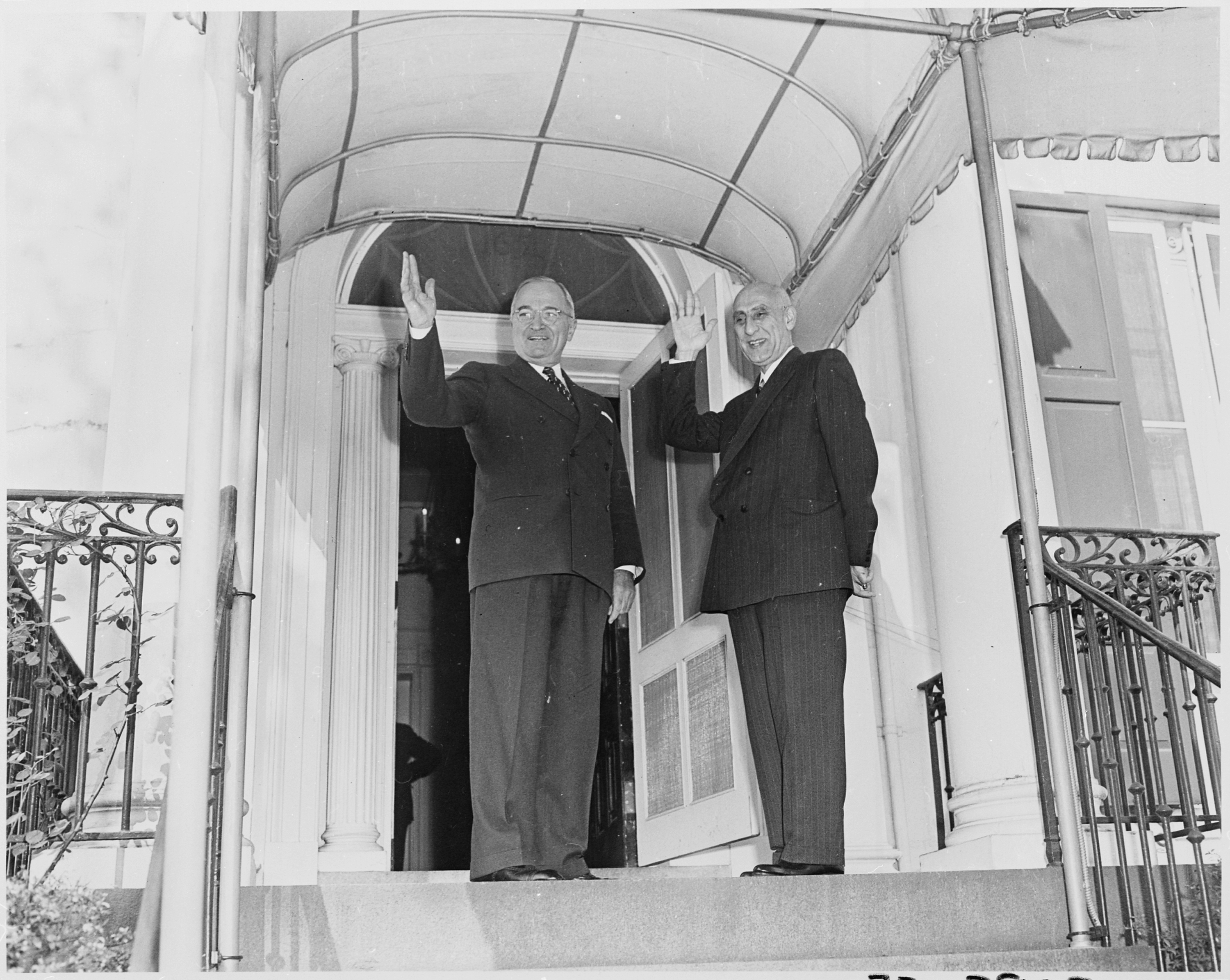
Truman avec le Premier ministre iranien Mohammad Mossadegh.

En tant qu'internationaliste wilsonien, Truman était un fervent défenseur de la création des Nations unies et plaça Eleanor Roosevelt dans la délégation américaine à la première Assemblée générale des Nations unies le 10 janvier 1946. Devant l'expansion soviétique en Europe de l'Est, Truman et ses conseillers en politique étrangère adoptèrent une ligne dure contre l'URSS. En cela, Truman suivait l'opinion publique américaine qui s'inquiétait d'une potentielle domination mondiale des Soviétiques.
Même s'il ne revendiquait aucune expertise personnelle en politique étrangère, Truman rassembla le soutien des deux partis pour la doctrine Truman qui formalisait une politique d'endiguement des Soviétiques et le plan Marshall dont l'objectif était de permettre la reconstruction de l'Europe d'après-guerre,. Pour faire en sorte que le Congrès vote le large financement nécessaire à la reconstruction de l'économie européenne moribonde, Truman utilisa un argument idéologique en avançant que le communisme se développait dans les zones dévastées. Dans le cadre de la stratégie américaine de guerre froide, Truman signa le National Security Act de 1947 qui réorganisait les forces armées en regroupant le département de la Guerre et le département de la Marine au sein du National Military Establishment (renommé département de la Défense en 1949) et en créant l'U. S. Air Force. La législation créa également la CIA et le Conseil de sécurité nationale.
Le 24 juin 1948, l'Union soviétique bloqua les accès aux trois zones d'occupation occidentales de Berlin-Ouest. Le commandant de la zone d'occupation américaine en Allemagne, le général Lucius D. Clay, proposa d'envoyer une grande colonne blindée jusqu'à Berlin-Ouest en traversant la zone d'occupation soviétique avec l'ordre de se défendre si elle était arrêtée ou attaquée. Truman considérait que le risque de déclencher une guerre était trop grand et il approuva un plan pour ravitailler la ville par les airs. Le 25 juin, les Alliés mirent en place un pont aérien pour acheminer de la nourriture et du ravitaillement comme du charbon avec des avions militaires à une échelle encore jamais vue. Le pont aérien fonctionna et le blocus fut levé le 11 mai 1949 même si les ravitaillements aériens continuèrent pendant plusieurs mois après cette date. Le pont aérien fut l'un des plus grands succès de politique étrangère de Truman et il l'aida significativement dans la campagne électorale en 1948.
Le 21 mars 1947, un décret présidentiel établit un programme de vérification de la loyauté des fonctionnaires fédéraux. Ce contrôle s’étendra par la suite à toute la société et des millions d’Américains sont soumis à des enquêtes judiciaires et policières.

##### Reconnaissance d'Israël

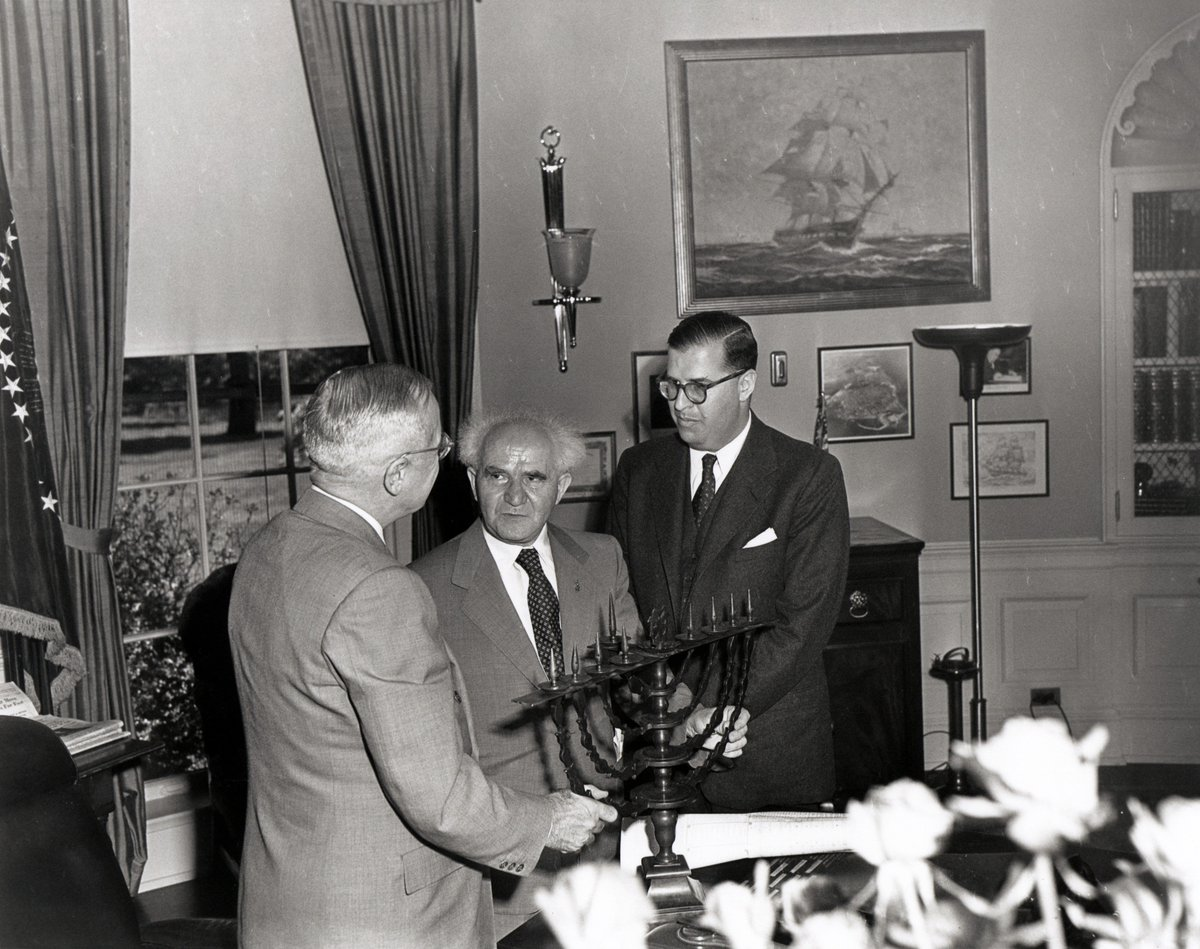
Truman recevant une hanoukkia des mains du premier ministre israélien David Ben Gourion (au centre). À droite se trouve Abba Eban, l'ambassadeur israélien aux États-Unis.

Truman s'intéressait depuis longtemps à l'histoire du Moyen-Orient et avait lu de nombreux ouvrages sur l'Antiquité et les événements associés à la Bible. Il était bien disposé envers ceux qui cherchaient à créer un foyer juif en Palestine mandataire. En tant que sénateur, il avait assuré les chefs juifs de son soutien au sionisme et lors d'un rassemblement à Chicago en 1943, il avait appelé à la création d'une patrie pour les juifs ayant survécu aux persécutions nazies. La création d'un État juif en Palestine était très populaire aux États-Unis et le soutien juif pouvait être décisif dans l'élection présidentielle à venir. Néanmoins, les représentants du département d'État craignaient d'offenser les Arabes qui étaient opposés à la création d'un État juif au milieu du monde arabe. Le secrétaire à la Défense, James Forrestal avertit Truman de l'importance du pétrole saoudien dans une autre guerre ; Truman répondit qu'il basait sa politique sur la justice et non sur le pétrole. De plus, quand les diplomates furent rappelés du Moyen-Orient pour conseiller Truman et défendre le point de vue arabe, Truman leur dit qu'il n'y avait pas beaucoup d'Arabes parmi ses électeurs.
Les stratèges politiques américains en 1947 et 1948 s'accordent sur le fait que l'objectif principal de la politique étrangère américaine était l'endiguement de l'expansion soviétique. Du point de vue de nombreux officiels, la Palestine était secondaire par rapport à l'objectif de protéger la Grèce, la Turquie et l'Iran du communisme comme indiqué dans la doctrine Truman. Truman se lassa des convulsions politiques au Moyen-Orient et des pressions des chefs juifs durant son mandat et était indécis sur la politique à adopter. Il cita plus tard que sa décision de reconnaître l'État juif avait été prise après avoir écouté le conseil de son ancien partenaire, Eddie Jacobson, un juif non-religieux auquel Truman faisait entièrement confiance. Truman prit cette décision de reconnaître Israël malgré les objections du secrétaire d'État George Marshall qui craignait d'endommager les relations avec les pays arabes. Marshall considérait que la plus grande menace contre les États-Unis était l'Union soviétique et il craignait que le pétrole arabe ne soit perdu dans le cas d'une guerre ; il avertit Truman que les États-Unis « jouaient avec le feu et n'avaient rien pour l'éteindre ». Truman reconnait l'État d'Israël le 14 mai 1948, immédiatement après sa Déclaration d'indépendance,.

#### Élection présidentielle de 1948
Au printemps 1948, les taux d'approbation de Truman étaient de 36 % et le président était très largement considéré comme incapable de remporter l'élection de novembre. Les tenants du New Deal au sein du parti démocrate dont le fils de Roosevelt, James Roosevelt (en), tentèrent de convaincre le parti de choisir le général Dwight D. Eisenhower, une personnalité très populaire dont les affiliations politiques étaient cependant inconnues. Eisenhower refusa avec véhémence et Truman s'attaqua à ses adversaires pour la nomination.
Durant la convention nationale démocrate de 1948, Truman tenta d'unifier le parti en ajoutant une vague revendication pour les droits civiques dans le programme du parti ; l'objectif était d'apaiser les conflits internes entre les branches nordistes et sudistes du parti. Les événements balayèrent cependant les efforts de compromis du président. Dans un discours sévère, le maire Hubert Humphrey de Minneapolis et plusieurs boss politiques locaux convainquirent la convention d'adopter un programme engagé sur la voie des droits civiques. Truman approuva l'initiative avec enthousiasme mais tous les délégués de l'Alabama et une partie de ceux du Mississippi quittèrent la convention pour marquer leur désaccord. Imperturbable, Truman fut élu avec 71 % des voix des délégués et prononça un discours d'acceptation agressif attaquant le Congrès que Truman surnomma le Do Nothing Congress (« le Congrès qui ne fait rien ») et promit de remporter l'élection et « faire aimer ça à ces républicains ».
Durant les deux semaines de la convention, Truman délivre l'ordre exécutif 9981 mettant un terme à la ségrégation raciale dans les forces armées américaines,,. Truman prend un risque politique considérable en soutenant les droits civiques et de nombreux démocrates aguerris craignaient que la perte du Dixiecrat, désignant les démocrates ségrégationnistes du Sud, n'entraîne la désintégration du parti. Cette peur semblait réelle car Strom Thurmond, gouverneur de la Caroline du Sud, annonça sa candidature à la présidence comme un candidat dissident du parti démocrate défendant les droits des États du Sud à maintenir la ségrégation. Cette révolte sur la droite du parti fut suivie par un acte similaire à la gauche lorsqu'Henry Wallace présenta sa candidature sur un « ticket » progressiste. Immédiatement après cette première convention suivant la mort de Roosevelt, le parti démocrate était en cours de désintégration et la victoire de Truman en novembre semblait peu probable du fait de la présence de deux dissidences du parti. Après le refus du juge William O. Douglas de la Cour suprême de devenir son colistier, Truman accepta le choix du sénateur du Kentucky, Alben William Barkley, pour briguer la vice-présidence.
Au cours de la campagne présidentielle, le président sillonna les États-Unis en train sur près de 35 290 km. Ses discours depuis la plateforme arrière du wagon d'observation Ferdinand Magellan finirent par symboliser sa campagne. Ses apparitions combatives enflammaient l'opinion et attiraient de larges foules. Six arrêts dans le Michigan rassemblèrent une foule combinée d'un demi-million de personnes et un million de personnes assistèrent à une ticker-tape parade à laquelle participa Truman et son colistier.
Les larges rassemblements, généralement spontanés aux arrêts du train de Truman représentaient le signe d'un changement important dans la campagne mais cette transition passa virtuellement inaperçue chez les journalistes qui continuèrent d'annoncer la victoire certaine du candidat républicain Thomas Dewey. L'une des raisons de ces projections inadéquates était que les sondages étaient essentiellement menés par téléphone à une époque où de nombreuses personnes, dont une grande partie de la base populaire de Truman, n'en avait pas. Cela biaisa les données en faveur de Dewey et contribua à la perception que Truman allait perdre. Les trois principaux instituts de sondage arrêtèrent également de sonder bien avant l'élection du 2 novembre, en septembre pour Roper et en octobre pour Crossley et Gallup et ne mesuraient donc pas dans la période où Truman sembla être passé devant Dewey,. L'exemple de Harry Truman, longtemps seul vainqueur d'une élection présidentielle américaine après avoir été constamment annoncé perdant par les sondages, sera ainsi régulièrement invoqué dans l'histoire politique américaine contemporaine par les candidats annoncés en mauvaise posture.
Finalement, Truman conserve sa base progressiste du Midwest, arrive en tête dans la plupart des États du Sud des États-Unis malgré sa position sur les droits civiques et remporta des victoires serrées dans plusieurs États-clés dont l'Ohio, la Californie et l'Illinois. Le décompte final montra que Truman avait obtenu les votes de 303 grands électeurs contre 189 pour Dewey, 39 pour Thurmond et 0 pour Wallace. La victoire surprise de Truman est immortalisée par une photographie le montrant hilare avec un exemplaire du Chicago Tribune titrant Dewey Defeats Truman (« Dewey défait Truman »).

#### Second mandat (1949-1953)

##### Investiture et début
L'investiture de Truman est la première à être retransmise à la télévision au niveau national. Son second mandat est éreintant principalement du fait de la politique étrangère et des nombreuses menaces directes et indirectes contre sa politique d'endiguement. Il dut rapidement faire face à la perte du monopole américain sur l'arme nucléaire. Avec les informations obtenues grâce à son réseau d'espions aux États-Unis, le programme nucléaire soviétique avance plus rapidement que prévu et sa première bombe nucléaire explose le 29 août 1949. En réponse, Truman annonce le 7 janvier 1953 le test de la première bombe à hydrogène américaine.

##### Guerre de Corée

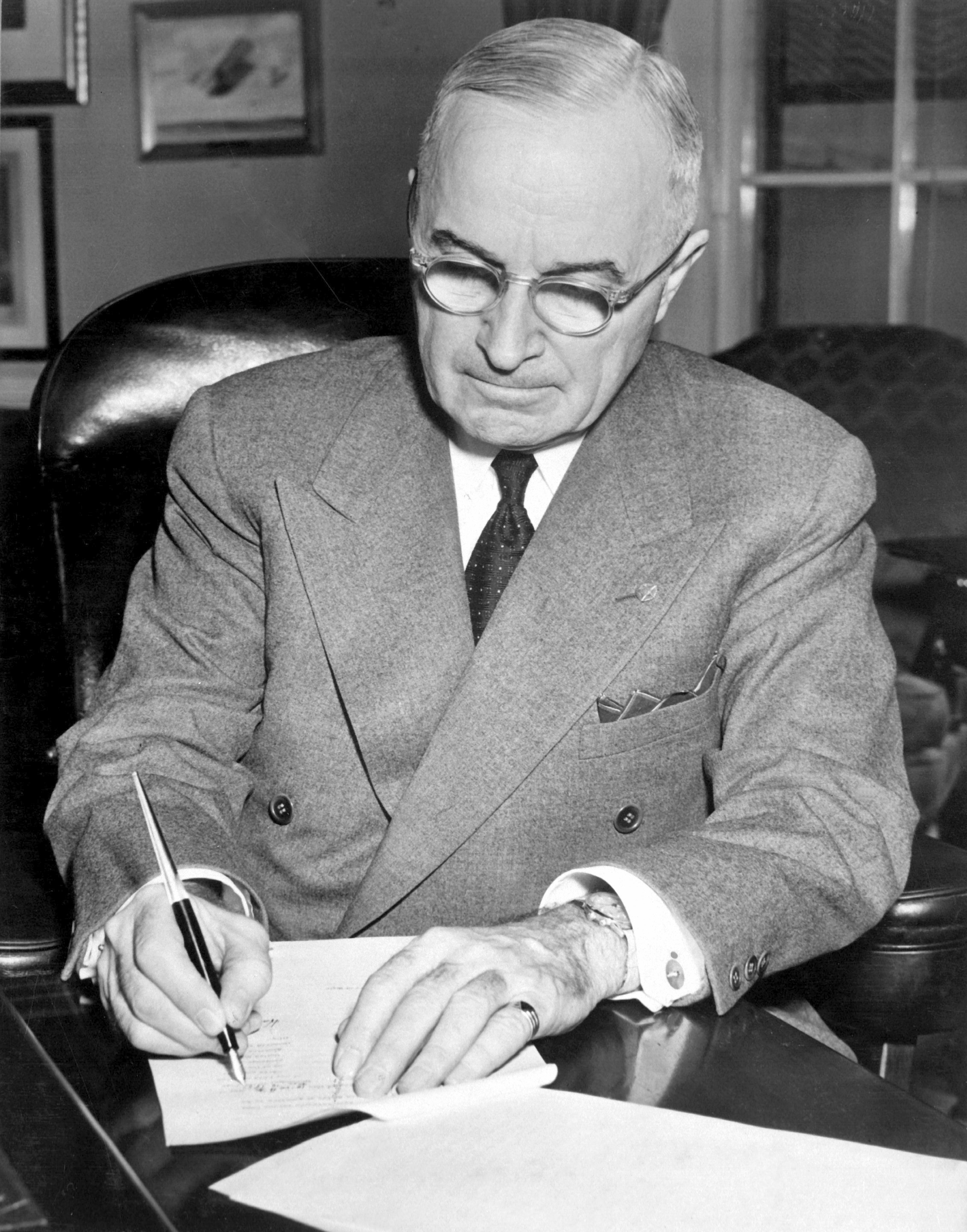
Truman signe la déclaration d'état d'urgence initiant l'implication américaine dans la guerre de Corée.

Le 25 juin 1950, l'armée de la Corée du Nord communiste de Kim Il-sung envahit la Corée du Sud soutenue par les États-Unis et déclencha la guerre de Corée. Dans les premières semaines du conflit, les forces sud-coréennes furent largement repoussées jusque dans le périmètre de Busan. Truman demanda la mise en place d'un blocus naval de la Corée mais apprit que du fait des coupes budgétaires, la marine était dans l'incapacité d'appliquer cette décision. Truman pressa les Nations unies d'intervenir et une force internationale fut assemblée sous le commandement du général américain Douglas MacArthur. Cependant, Truman décida de ne pas consulter le Congrès croyant que la plupart des législateurs soutenaient sa position ; cela revint le hanter par la suite lorsque l'impasse militaire fut surnommée Mr. Truman's War (« la guerre de M. Truman ») par ses opposants.
En août 1950, l'afflux massif de troupes américaines en Corée du Sud sous le drapeau des Nations unies permit de stabiliser la situation. En réponse aux critiques concernant la préparation de l'armée, Truman remplaça son secrétaire à la Défense, Louis A. Johnson par le général à la retraite George Marshall. Avec le soutien de l'ONU, Truman décida de repousser l'agression communiste en ordonnant la conquête de la Corée du Nord. Les forces onusiennes menée par MacArthur organisèrent un ambitieux débarquement à Incheon qui faillit prendre au piège l'armée nord-coréenne. Les troupes onusiennes poursuivirent ensuite leur progression vers le Nord jusqu'au fleuve Yalou marquant la frontière avec la Chine avec l'objectif de réunir la Corée sous les auspices de l'ONU. Cependant, la Chine déclencha une invasion à grande échelle en novembre 1950 qui surprit les forces onusiennes. Ces dernières furent refoulées derrière le 38e parallèle nord où elles parvinrent à stabiliser le front. Au début de l'année 1951, la guerre s'était transformée en une impasse au niveau du 38e parallèle où elle avait commencé. Truman refusa la proposition de MacArthur de bombarder les bases chinoises au nord du Yalou mais MacArthur défendit son plan auprès du président républicain de la Chambre des représentants, Joseph Martin, qui en informa la presse. Truman s'inquiétait d'une possible escalade du conflit qui pourrait entraîner une confrontation ouverte avec l'Union soviétique qui fournissait déjà des armes et des avions (avec des marquages coréens et des pilotes soviétiques). En conséquence, Truman limogea MacArthur le 11 avril 1951.
Le limogeage du général MacArthur fut l'une des décisions les plus impopulaires jamais prises par un président américain. Les taux d'approbation de Truman s'effondrèrent et il dut faire face à des appels pour son impeachment, émanant entre autres du sénateur Robert Taft de l'Ohio. Les sévères critiques venant de tous les côtés accusaient Truman de refuser de porter le blâme pour la dégradation de la situation militaire et de faire porter le chapeau à ses généraux. D'autres comme Eleanor Roosevelt, défendirent et applaudirent la décision de Truman. MacArthur revint aux États-Unis où il fut accueilli comme un héros et s'adressa à une session conjointe du Congrès, un discours que le président qualifia de « tas de foutus conneries ».
L'impasse de la guerre de Corée se prolongea pendant deux ans, au cours desquelles 30 000 Américains furent tués, jusqu'à la signature d'un armistice le 27 juillet 1953. En février 1952, le taux d'approbation de Truman atteignit 22 % selon les sondages de l'institut Gallup, ce qui jusqu'à George W. Bush en septembre 2008, marqua le minimum absolu pour un président américain en exercice.

##### Événements internationaux
L'escalade de la guerre froide fut soulignée par l'approbation de Truman du NSC-68, un document secret de politique étrangère proposant le triplement des dépenses militaires et la militarisation de la politique d'endiguement par laquelle les États-Unis et ses alliés de l'OTAN répondraient militairement à l'expansion soviétique. Le document fut rédigé par Paul Nitze, qui consulta les responsables de la défense et des affaires étrangères, et fut formellement approuvé par Truman comme stratégie nationale officielle après le début de la guerre de Corée. Au début du second mandat de Truman, le secrétaire à la Défense Forrestal mourut peu de temps après s'être retiré de la politique. Forrestal s'était épuisé au travail pendant et après la guerre et il commença à souffrir de troubles mentaux. Il se retira en mars 1949 et se suicida lors de son hospitalisation en mai.
Truman était un fervent partisan de l'Organisation du traité de l'Atlantique nord (OTAN) qui établit une alliance militaire avec le Canada et la plupart des pays européens n'étant pas passés sous le contrôle soviétique après la Seconde Guerre mondiale. Le traité était populaire et il fut facilement approuvé par le Sénat en 1949 et Truman plaça le général Eisenhower à sa tête. Les objectifs de l'OTAN étaient de contenir l'expansion soviétique en Europe et d'envoyer un message clair aux dirigeants communistes montrant que les démocraties étaient capables de former de nouvelles structures de sécurité pour défendre leurs idéaux démocratiques. En réponse, les Soviétiques établirent une alliance similaire appelée le pacte de Varsovie en 1955,.
Le général Marshall était le principal conseiller en politique étrangère de Truman et il influença des décisions comme le choix de ne pas fournir directement une aide militaire à Tchang Kaï-chek et aux forces chinoises nationalistes contre Mao Zedong et les forces communistes durant la guerre civile chinoise. L'opinion de Marshall était contraire à celle de presque tous les conseillers de Truman car il considérait que renforcer les forces de Tchang transférerait les ressources américaines nécessaires à l'endiguement du communisme en Europe. Le 21 décembre 1949, Tchang et son armée nationaliste quittèrent la Chine continentale et se réfugièrent à Taïwan après les offensives victorieuses des communistes. Mao proclama l'établissement de la république populaire de Chine le 1er novembre 1950. En juin 1950, Truman ordonna le déploiement de la Septième flotte américaine dans le détroit de Taïwan pour empêcher de nouveaux combats entre la Chine continentale et la république de Chine (ROC) à Taïwan et il demanda également à la ROC de cesser ses attaques sur le continent.

##### Espionnage soviétique et McCarthyisme

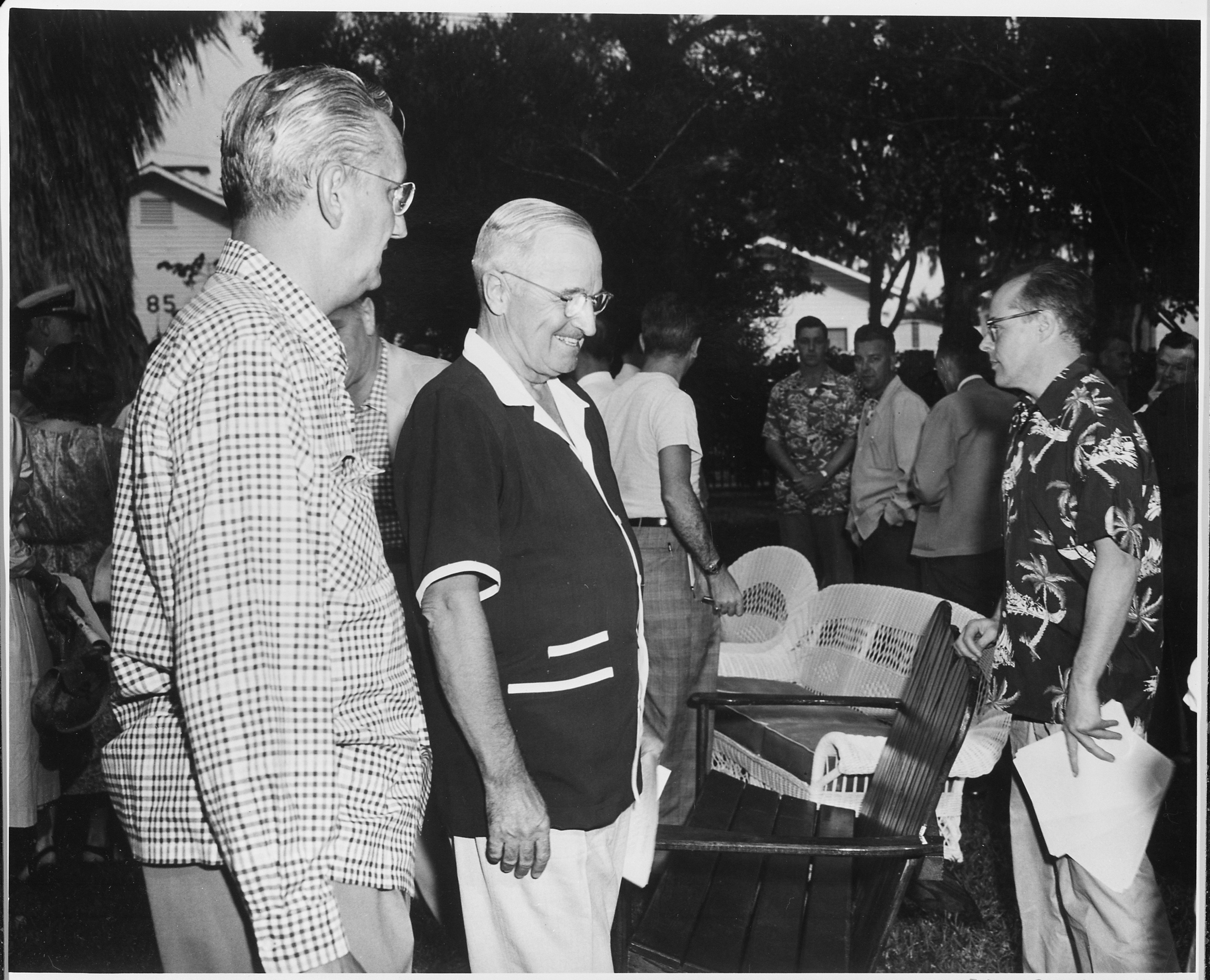
Truman (centre) avec le porte-parole de la Maison Blanche, Joseph Short dans sa résidence de Key West en 1951.

En août 1948, Whittaker Chambers, un ancien espion soviétique et rédacteur du magazine Time, témoigna devant le House Un-American Activities Committee (« Commission sur les activités non-américaines », ou HUAC) en affirmant que le réseau d'espionnage soviétique avait infiltré le gouvernement américain depuis les années 1930. Il accusa également Alger Hiss, un fonctionnaire du département d'État d'être un espion. Hiss réfuta les allégations mais fut condamné pour parjure pour ses dénégations sous serment. La détonation de la première bombe atomique soviétique en 1949 et la chute de la Chine nationaliste la même année poussèrent de nombreux Américains à conclure que la subversion communiste était responsable de ces revers et demandèrent que les communistes soient éradiqués du gouvernement et des autres cercles de pouvoir,.
À la suite de la condamnation de Hiss, le secrétaire d'État Dean Acheson annonça qu'il se tenait à ses côtés. Cet événement et d'autres, comme la révélation que le scientifique nucléaire britannique Klaus Fuchs était un espion, poussèrent les membres actuels et passés du HUAC comme le représentant Nixon de Californie et Karl Earl Mundt du Dakota du Sud à accuser Truman et son administration, en particulier dans le département d'État, d'être faible dans la lutte contre le communisme. Le sénateur McCarthy du Wisconsin utilisa le discours du Lincoln Day à Wheeling en Virginie-Occidentale pour accuser le département d'État d'abriter des communistes et la controverse le fit connaître au niveau national. Dans les années qui suivirent, les républicains utilisèrent la condamnation de Hiss pour accuser les démocrates de protéger les communistes du gouvernement ; le représentant Nixon remporta l'élection sénatoriale de Californie en 1950 avec un programme anti-communiste en battant la libérale Helen Gahagan Douglas.
En 1946, 78 % des Américains croyaient en l'infiltration des communistes au sein du gouvernement et la question devint un sujet central dans la campagne d'Eisenhower en 1952. Truman essaya d'adopter une position intermédiaire en montrant d'un côté qu'il s'inquiétait de la sécurité intérieure mais craignait de l'autre de condamner des innocents et de perturber les activités gouvernementales. En 1949, il qualifia de « traîtres », les chefs communistes américains accusés par son administration dans le cadre du Smith Act mais apposa son veto au McCarran Internal Security Act imposant aux organisations communistes de s'enregistrer auprès du gouvernement ; la législation fut néanmoins adoptée malgré son veto. Truman affirma plus tard dans des conversations privées avec des amis que sa création d'un programme de loyauté avait été une terrible « erreur ».

##### Rénovations de la Maison-Blanche

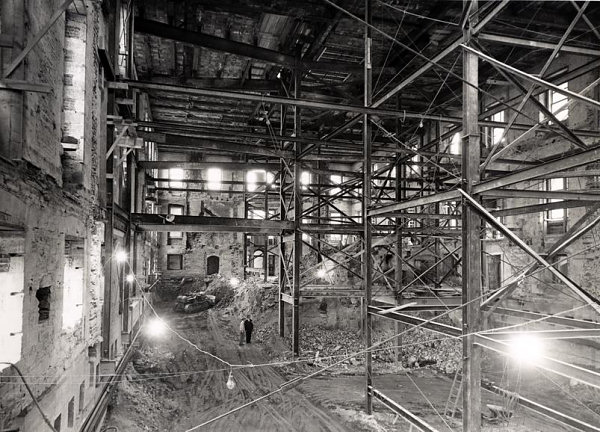
Intérieur de la Résidence exécutive de la Maison-Blanche durant la rénovation en 1950.

En 1948, Truman ordonna une modification controversée de l'extérieur de la Maison-Blanche ; il fit ajouter un balcon au deuxième étage du portique sud qui fut appelé « balcon Truman ». L'ajout fut impopulaire, certains avancèrent qu'il gâchait l'apparence de la façade sud mais il donna plus d'espace à la première famille,,. Les travaux révélèrent des failles structurelles et amenèrent les ingénieurs à la conclusion que le bâtiment âgé de 130 ans était parvenu à un état de délabrement dangereux. Au mois d'août, une section du plancher s'effondra, et la propre chambre et la salle de bain de Truman furent fermées du fait du danger représenté. Le public ne fut informé des problèmes structuraux de la Maison-Blanche qu'après l'élection de 1948 et Truman fut informé que le nouveau balcon était la seule partie sûre du bâtiment. En conséquence, la famille Truman déménagea dans la Blair House à proximité de la Maison-Blanche. La nouvelle Aile Ouest et le Bureau ovale étant restés ouverts, Truman traversait Pennsylvania Avenue chaque matin et après-midi. Finalement, il fut décidé de démolir et de reconstruire l'ensemble de l'intérieur du bâtiment central de la Maison-Blanche, de creuser de nouveaux sous-sols et de renforcer les fondations. Les travaux durèrent de décembre 1949 à mars 1952.

##### Tentative d'assassinat en 1950
Le 1er novembre 1950, les indépendantistes porto-ricains Griselio Torresola (en) et Oscar Collazo tentèrent d'assassiner Truman alors qu'il se trouvait dans la Blair House. Torresala blessa mortellement Leslie Coffelt, un policier de la Maison-Blanche en faction dans Pennsylvania Avenue. Avant de mourir, le policier tira et tua Torresola. Collazo fut blessé à la poitrine par un autre garde et fut condamné à mort pour meurtre en 1952. Truman commua ensuite sa peine en emprisonnement à perpétuité. L'attaque, qui aurait facilement pu coûter la vie au président, attira l'attention sur les problèmes de sécurité à la Blair House. Truman s'étant réveillé de sa sieste, il avait observé l'échange de tirs depuis la fenêtre ouverte de sa chambre jusqu'à ce qu'un passant lui crie de se mettre à l'abri,. Reconnaissant l'importance de la question de l'indépendance de Porto Rico, Truman autorisa en 1952 la tenue d'un référendum pour définir le statut de l'île et ses rapports avec les États-Unis,. Près de 82 % des votants se prononcèrent en faveur d'une nouvelle constitution définissant Porto Rico comme un État libre associé des États-Unis.

##### Scandales et controverses

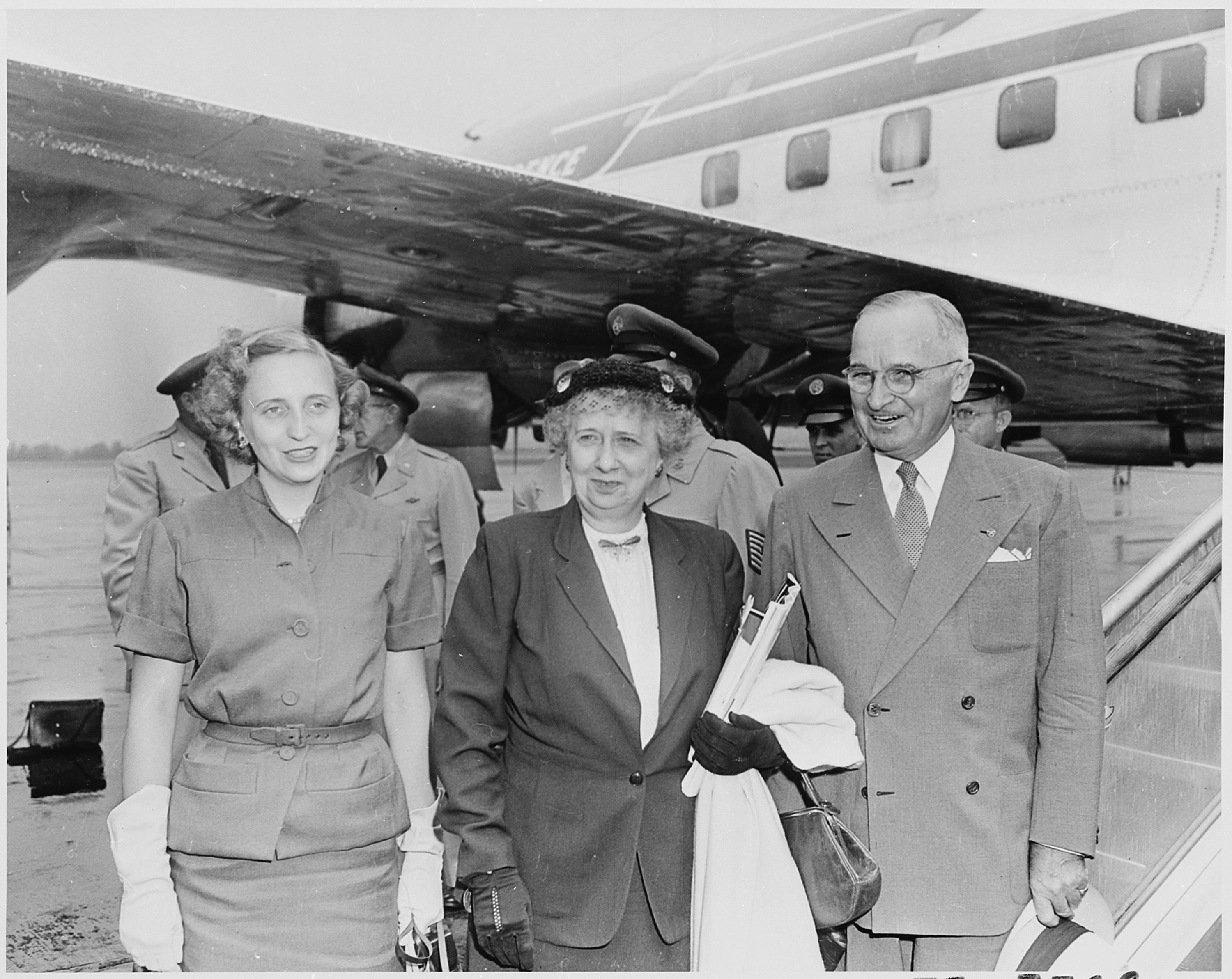
Margaret, Bess et Harry Truman à l'aéroport de Washington avant une tournée dans le Mid-Ouest en 1951.

Du fait des luttes sociales pour une hausse des salaires et un relâchement du contrôle des prix instauré durant la guerre de Corée, le syndicat United Steelworkers planifia une grève pour le 9 avril 1952. Truman ordonna alors au secrétaire au Commerce, Charles W. Sawyer, de nationaliser l'industrie sidérurgique américaine. Truman cita son autorité de commandant en chef et le besoin de maintenir un ravitaillement ininterrompu d'acier pour les munitions devant être utilisées pour la guerre de Corée. La Cour suprême fut saisie et dans l'affaire Youngstown Sheet & Tube Co. v. Sawyer, elle affirma que les actions de Truman étaient inconstitutionnelles. Six des neuf juges de la Cour réaffirmèrent la séparation des pouvoirs en avançant que l'affirmation d'autorité de Truman était trop vague et ne reposait sur une aucune base législative. Tous les juges avaient été nommés par Roosevelt ou Truman et leur décision fut l'une des principales défaites de sa présidence.
En 1950, le Sénat, mené par Estes Kefauver, enquêta sur plusieurs accusations de corruption visant des hauts fonctionnaires de l'administration dont certains avaient reçu des manteaux de fourrure et des réfrigérateurs en échange de faveurs. De nombreux employés de l'Internal Revenue Bureau (IRB) acceptaient des pots-de-vin ; 166 démissionnèrent ou furent licenciés en 1950 et beaucoup furent inculpés de corruption. Lorsque le procureur général J. Howard McGrath limogea le procureur spécial chargé de l'affaire pour être trop zélé, il fut limogé par Truman. Truman proposa une réorganisation et une réforme de l'IRB ; le Congrès adopta la législation mais la question de la corruption fut un sujet important de la campagne présidentielle de 1952,.
Le 6 décembre 1950, le critique musical Paul Hume rédigea une mauvaise critique d'un concert de Margaret Truman :

« Mlle Truman est un phénomène américain unique avec une voix plaisante, de petite taille et de qualité acceptable… [elle] ne peut pas très bien chanter… est fade une bonne partie du temps, plus la nuit dernière qu'à toute occasion ces dernières années… [elle] ne s'est pas améliorée dans les années où nous avons pu l'entendre… [et] ne peut toujours pas chanter quelque chose approchant une qualité professionnelle. »

Harry Truman écrivit une réponse acerbe :

« Je viens juste de lire votre misérable critique du concert de Margaret. J'en suis venu à la conclusion que vous êtes un « homme à huit ulcères payé pour quatre ». Il me semble que vous êtes un homme frustré qui aurait voulu réussir. L'écriture de telles fadaises dans les dernières sections du journal pour lequel vous travaillez montre que vous êtes à côté de la plaque et qu'au moins quatre de vos ulcères sont au travail. Un jour, j'espère vous rencontrer. Lorsque cela arrivera, vous aurez besoin d'un nouveau nez, de beaucoup d'escalopes pour les yeux au beurre noir et peut-être un coussin pour votre arrière-train ! Pegler (en), un critique de caniveau, est un gentleman à côté de vous. J'espère que vous accepterez cette déclaration comme une insulte plus violente qu'une réflexion sur votre ascendance. »

Truman fut très critiqué pour la lettre mais il affirma qu'il l'avait écrite en tant que père affectueux et non en tant que président,,.

##### Droits civiques
Un rapport de 1947 rédigé par l'administration Truman intitulé To Secure These Rights (« Pour assurer ces Droits ») présentait un programme détaillé en dix points pour une réforme des droits civiques. En février 1948, le président présenta son programme au Congrès et proposa la création de plusieurs bureaux fédéraux consacrés aux questions des droits civiques et de discrimination à l'embauche. Cela entraîna un tourbillon de critiques de la part des démocrates du Sud à l'approche de la convention démocrate mais Truman refusa de faire des compromis en déclarant « mes ancêtres étaient Confédérés… mais j'ai été écœuré en apprenant que les soldats noirs, revenus d'outre-mer, étaient déchargés par les camions de l'armée dans le Mississippi et étaient battus ». Les récits d'abus, de violences et de persécutions subis par de nombreux vétérans afro-américains à leur retour de la Seconde Guerre mondiale ulcéra Truman et furent un facteur décisif dans sa décision de délivrer l'ordre exécutif 9981 de juillet 1948 qui mettait un terme à la ségrégation dans les forces armées. Après plusieurs années de préparations, de recommandations et de négociations entre Truman, le Comité sur l'égalité des traitements et des opportunités et les différentes branches militaires, l'égalité raciale fut imposée dans les unités de l'armée. Un autre ordre exécutif de 1948 rendait illégale la discrimination raciale contre les candidats à des postes dans la fonction publique. Un troisième délivré en 1951 établit un comité chargé de vérifier que les fournisseurs du département de la Défense n'appliquaient pas de discrimination raciale,.

##### Nominations judiciaires
Truman nomma quatre juges à la Cour suprême :
- Harold Hitz Burton (en) - 1945
- Fred M. Vinson (juge en chef) - 1946
- Tom C. Clark - 1949
- Sherman Minton - 1949

Les choix de Truman ont été qualifiés d'« impardonnables » par ses critiques. Un ancien assistant de Truman confia qu'il s'agissait de l'aspect le plus négatif de la présidence de Truman. Le New York Times condamna en particulier les choix de Tom C. Clark et de Sherman Minton comme des exemples de népotisme et de favoritisme pour des candidats non qualifiés. Les quatre juges de Truman rejoignirent les juges Felix Frankfurter, Robert H. Jackson et Stanley Reed (en) pour former un solide bloc conservateur qui ramena pour un temps la Cour au conservatisme des années 1920. En plus de ses quatre affectations à la Cour suprême, Truman nomma 27 juges aux Cours d'appel fédérales et 101 autres aux cours fédérales de districts.

#### Élection présidentielle de 1952

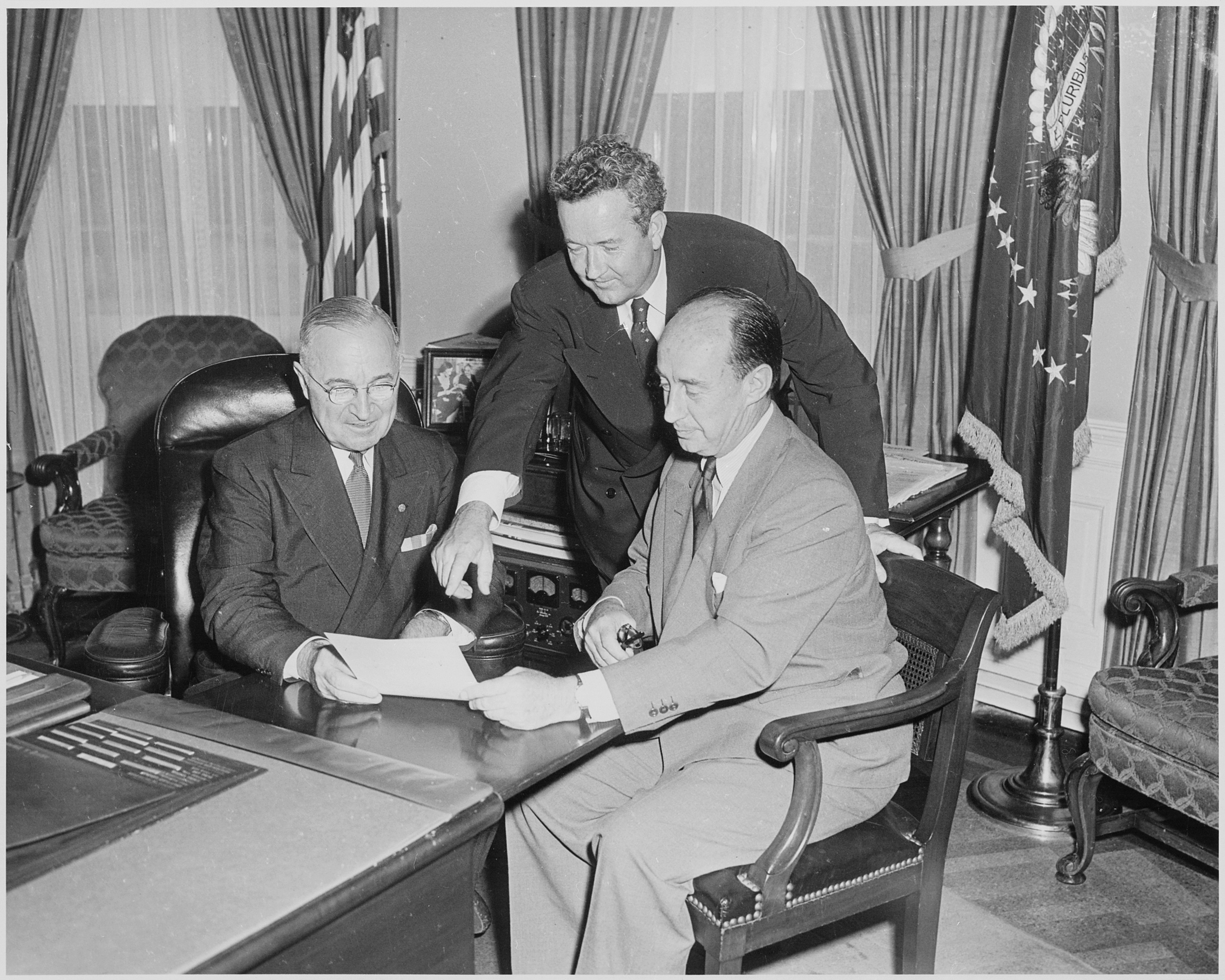
De gauche à droite : Harry S. Truman, le candidat à la vice-présidence, John J. Sparkman et le candidat à la présidence, Adlai Stevenson dans le Bureau ovale en 1952.

En 1951, les États-Unis ratifièrent le XXIIe amendement de la Constitution des États-Unis rendant le président inéligible pour un troisième mandat ou à être élu une seconde fois après avoir servi plus de la moitié du mandat d'un précédent président. Cette seconde clause se serait appliquée à Truman en 1952 mais une clause de grand-père dans l'amendement excluait spécifiquement le président en exercice de cette disposition.
Au moment de la primaire de 1952 au New Hampshire, aucun candidat n'avait reçu le soutien de Truman. Son premier choix, le chief justice Fred M. Vinson ne souhaitait pas faire campagne ; le gouverneur de l'Illinois, Adlai Stevenson avait également décliné l'offre de Truman, le vice-président Barkley était jugé trop vieux, et Truman détestait le sénateur du Tennessee, Estes Kefauver, qui s'était fait un nom en enquêtant sur les scandales de l'administration. Truman avait espéré recruter le général Eisenhower pour la candidature démocrate mais ce dernier préféra chercher la candidature républicaine. Par conséquent, Truman laissa ses partisans présenter son nom dans la primaire du New Hampshire. Très impopulaire, Truman fut battu par Kefauver et 18 jours plus tard, le président annonça qu'il ne se présenterait pas pour un troisième mandat. Truman parvint finalement à convaincre Stevenson de se présenter et le gouverneur obtint la nomination lors de la convention démocrate de 1952.

#### Fin de présidence
Eisenhower et le sénateur Nixon furent choisis par la convention républicaine et firent campagne contre ce qu'ils dénonçaient comme étant les échecs de Truman : « Corée, communisme et corruption » et promirent de nettoyer la « pagaille à Washington »,. Eisenhower remporta une large victoire sur Stevenson lors de l'élection de novembre, mettant fin à 20 ans de domination démocrate. Alors que Truman et Eisenhower avaient auparavant été de bons amis, Truman s'était senti trahi quand Eisenhower n'avait pas dénoncé les excès de McCarthy durant sa campagne. Parallèlement, Eisenhower fut ulcéré quand Truman, lors d'un rassemblement de soutien à Stevenson, accusa l'ancien général de fermer les yeux sur les « forces sinistres… antisémitisme, anticatholicisme et xénophobie » au sein du parti républicain. Eisenhower fut si révolté qu'il menaça de ne pas réaliser le trajet habituel sur Pennsylvania Avenue avec le président sortant avant l'investiture et de ne rencontrer Truman que sur les marches du Capitole où la prestation de serment a lieu.

## Après la Maison-Blanche

### Retour dans le Missouri

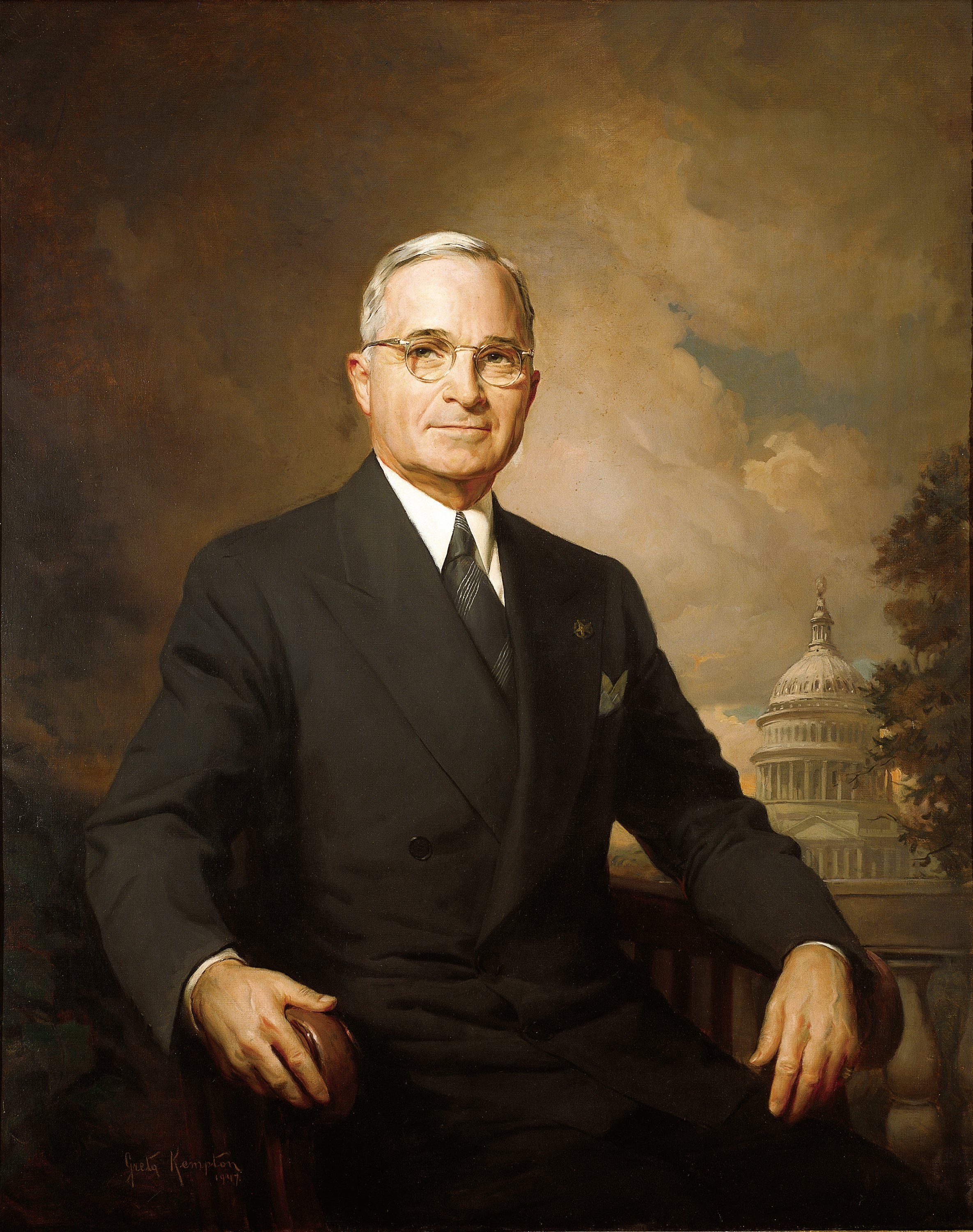
Portrait officiel de Truman réalisé par Greta Kempton.

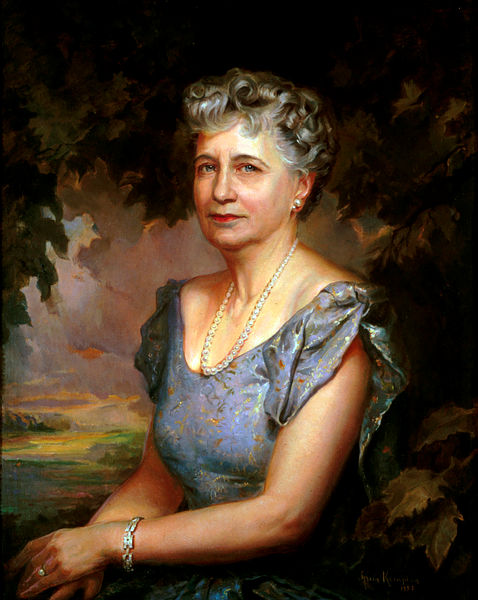
Portrait officiel de Bess Truman par la même artiste.

Après avoir quitté la présidence, Truman retourne à Independence dans le Missouri, dans la maison de la famille Wallace que Bess et lui avaient partagée pendant plusieurs années avec sa mère.

### Retraite politique
Après avoir quitté la Maison Blanche, Truman décida rapidement de refuser toute offre du secteur privé, estimant qu'elles ne seraient motivées que par son statut d'ancien président, ce qui reviendrait à en tirer un profit économique, chose incompatible avec la grandeur de la fonction. Son seul revenu était sa retraite militaire de 112,56 $ par mois, et il ne recevait aucun salaire pour son mandat de sénateur. Comme ses anciennes activités avaient été peu profitables, il ne disposait d'aucune fortune personnelle et se retrouva alors en difficulté financière. Les anciens membres du Congrès et des Cours fédérales recevaient une retraite fédérale et durant son mandat, Truman avait étendu ce soutien financier aux anciens membres du cabinet présidentiel. Cependant, en 1953, rien n'était prévu pour les anciens présidents.

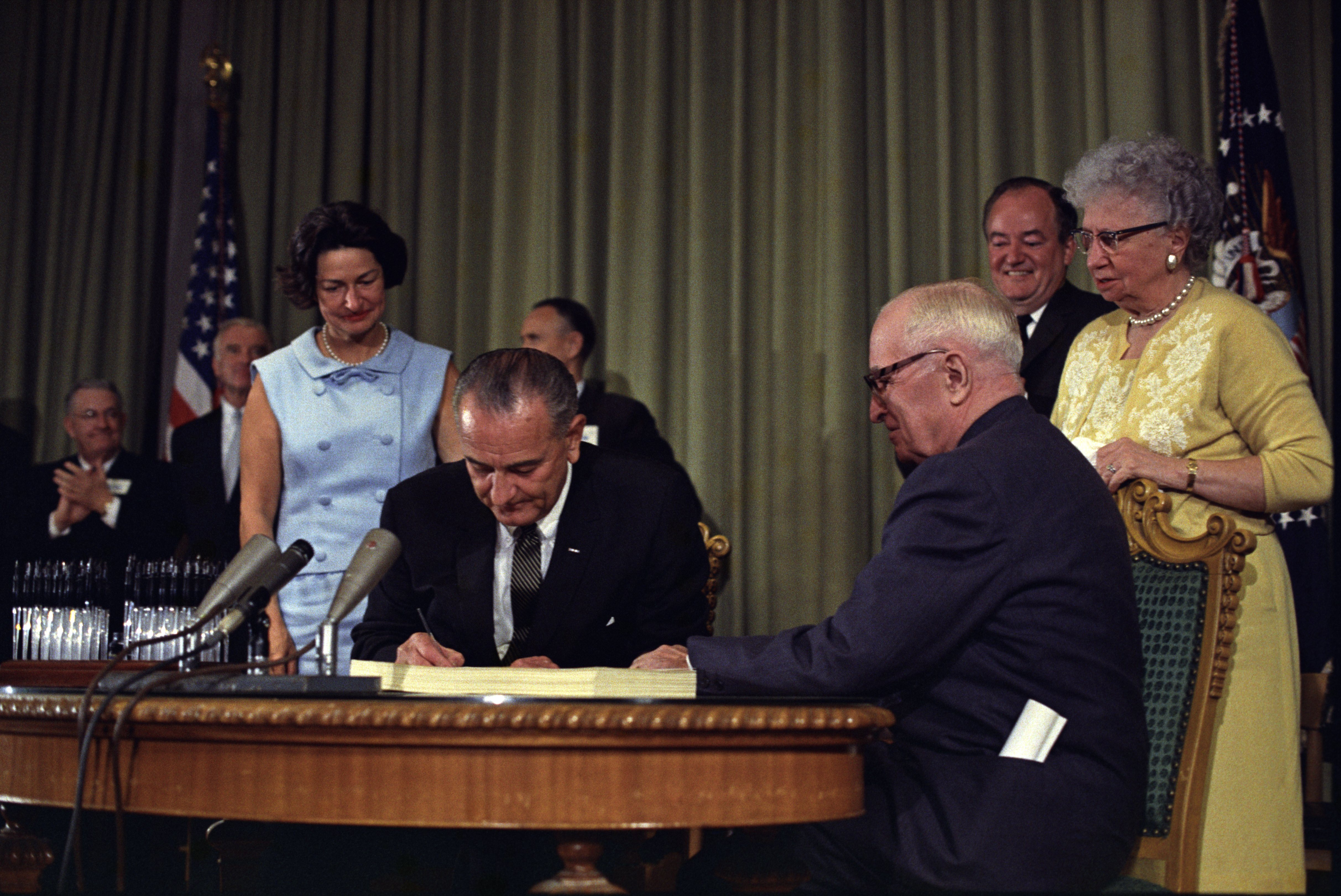
Truman (assis à droite) et son épouse Bess (derrière lui) assistent à la signature de la loi sur le Medicare par le président Lyndon B. Johnson le 30 juillet 1965.

Truman contracta un prêt dans une banque du Missouri peu après avoir quitté le Bureau ovale et malgré son refus de tirer parti de son ancienne fonction, il accepta néanmoins de rédiger ses mémoires. Ulysses S. Grant avait déjà surmonté des difficultés financières similaires avec ses propres mémoires mais le livre avait été publié après sa mort et il avait peu écrit sur son passage à la Maison-Blanche. Pour cette publication, Truman reçut un seul paiement de 670 000 $ et dut en reverser les deux tiers à titre d'impôt ; il calcula qu'après avoir payé ses assistants, il ne lui restait que 37 000 $. Les mémoires furent cependant un succès critique et commercial, ; ils furent publiés en deux volumes en 1955 et 1956 sous les titres Memoirs by Harry S. Truman: Year of Decisions et Memoirs by Harry S. Truman: Years of Trial and Hope,.
En 1957, l'ancien président dit au chef de la majorité démocrate de la Chambre des représentants, John McCormack, « si je n'avais pas été capable de vendre une partie des propriétés que mon frère, ma sœur et moi avons héritées de notre mère, j'aurais pratiquement dû faire appel aux aides sociales mais avec la vente de cette propriété, je ne suis pas financièrement gêné ». L'année suivante, le Congrès vota le Former Presidents Act accordant une retraite annuelle de 25 000 $ à chaque ancien président et il est probable que la situation financière de Truman a joué un rôle dans la promulgation de cette législation. Le seul autre président encore en vie à l'époque, Herbert Hoover, accepta également la retraite même s'il n'en avait pas besoin pour, selon certaines sources, ne pas embarrasser Truman.

### Bibliothèque présidentielle
Le prédécesseur de Truman, Franklin D. Roosevelt, avait organisé sa propre bibliothèque présidentielle mais la législation permettant aux futurs présidents de faire quelque chose de similaire n'existait pas encore. Truman rassembla des fonds privés pour construire une bibliothèque présidentielle, le Harry S. Truman Presidential Library and Museum, qu'il céda au gouvernement fédéral, une pratique qui fut adoptée par ses successeurs. Il témoigna devant le Congrès pour que des fonds soient accordés pour copier et organiser les documents de la présidence et fut fier de l'adoption de la loi en 1957. L'historien Max Skidmore, dans son ouvrage sur la vie des anciens présidents, nota que Truman était un homme cultivé, particulièrement en histoire. Il ajouta que la loi sur les documents présidentiels et la fondation de sa bibliothèque « furent l'apogée de son intérêt pour l'histoire. Ces deux mesures formaient l'une des plus importantes contributions à la sauvegarde du patrimoine de la République depuis sa création ».

### Dernières années

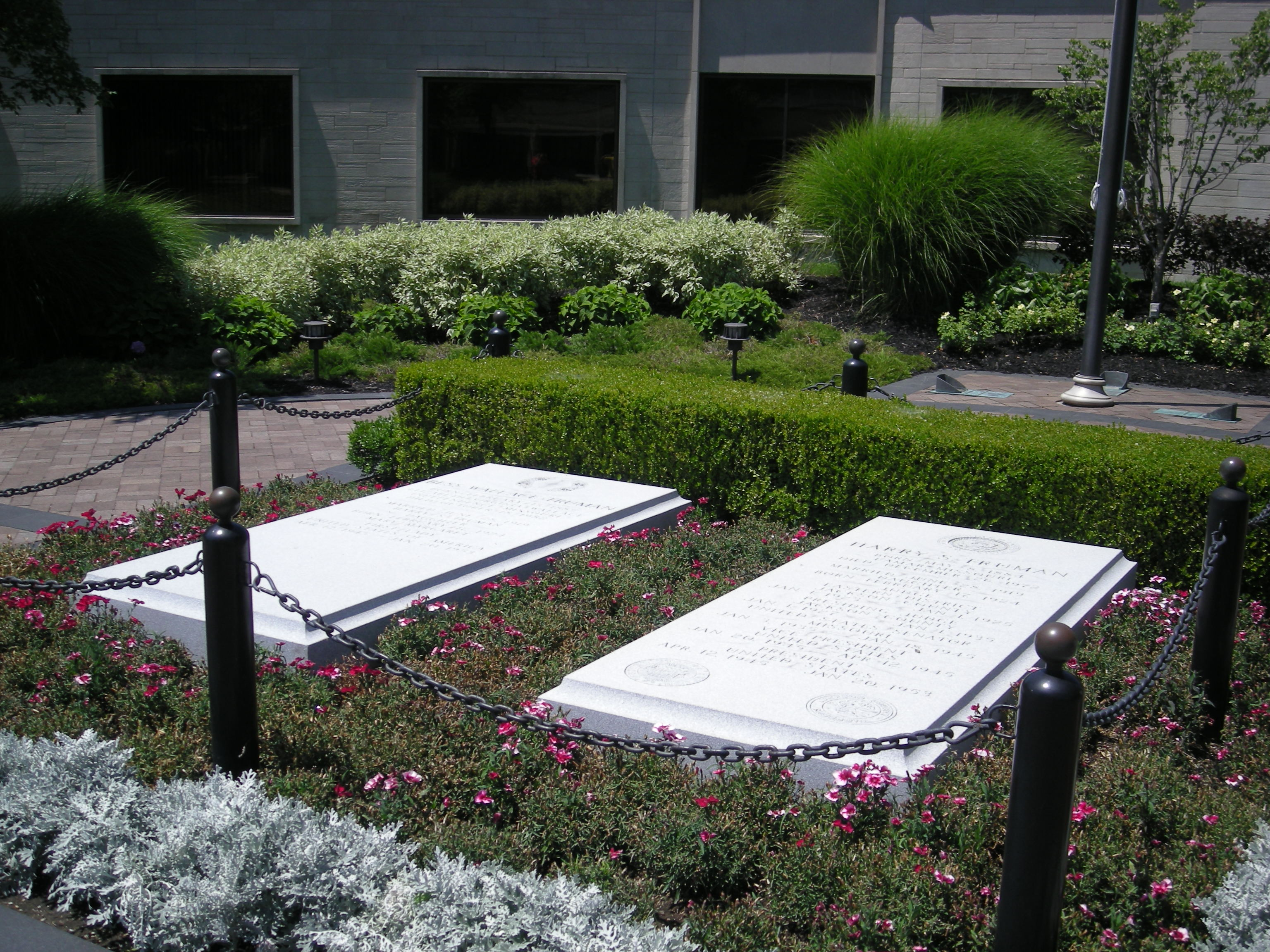
Tombes de Bess et Harry Truman dans les jardins de la bibliothèque présidentielle d'Independence.

En 1956, Truman défendit la seconde candidature malheureuse de Stevenson face à Eisenhower même s'il avait initialement privilégié la candidature du gouverneur de New York, William Averell Harriman. Il continua de faire campagne pour des candidats démocrates au Sénat pendant de nombreuses années. Le 80e anniversaire de Truman en 1964 fut célébré lors d'une soirée à Washington et il prononça un discours devant le Sénat. Après une chute dans sa maison à la fin de l'année 1964, sa santé déclina. En 1965, le président Lyndon B. Johnson signa la loi instaurant le programme d'assurance maladie Medicare dans la bibliothèque Harry S. Truman et donna les deux premières cartes à Truman et à son épouse Bess pour honorer son combat pour le système de santé durant sa présidence.

### Mort et funérailles
Le 5 décembre 1972, Truman fut admis à l'hôpital de Kansas City pour une pneumonie. Son état se détériora et il mourut à 7 h 50 le 26 décembre à l'âge de 88 ans. Bess Truman choisit une cérémonie privée simple dans la bibliothèque plutôt que des funérailles nationales à Washington. Une semaine après les obsèques, les représentants étrangers et américains assistèrent à une cérémonie funèbre dans la cathédrale nationale de Washington. Après sa mort en 1982, Bess fut inhumée avec son mari dans la bibliothèque Harry S. Truman à Independence,.

## Vie privée
Il était chrétien baptiste, membre de l’Église baptiste Grandview (Missouri), puis de la Première église baptiste de Washington, D.C..

## Hommages et héritage

### Honneurs

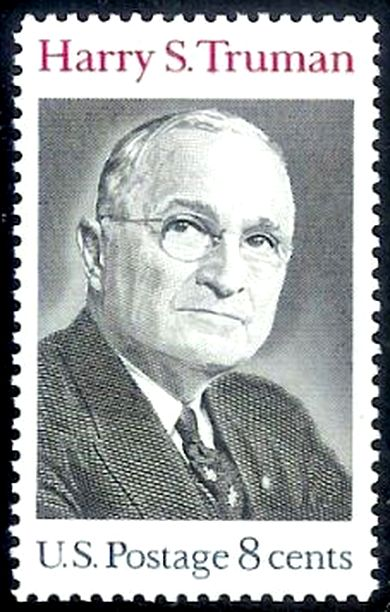
Timbre délivré en 1973 après la mort de Truman. Le président est honoré par cinq timbres entre 1973 et 1999.

En 1956, Truman se rend en Europe avec son épouse. Au Royaume-Uni, il reçoit un diplôme honoraire en droit de l'université d'Oxford et rencontra Winston Churchill. En 1959, il reçoit un prix pour sa longue implication avec la franc-maçonnerie ; il est initié le 9 février 1909 dans la loge maçonnique de Belton, dans le Missouri. En 1911, il aide à établir la loge de Grandview et il en est son premier vénérable maître. En 1940, durant sa campagne de réélection au Sénat, Truman est élu Grand Maître de la Grande Loge du Missouri. Truman dit plus tard penser que cette élection a assuré sa victoire dans l'élection sénatoriale. En 1945, il devient Souverain Grand Inspecteur Général et membre honoraire du conseil suprême du rite écossais basé à Washington, D.C,. Truman est membre des Fils de la Révolution américaine et des Fils des Vétérans confédérés car deux membres de sa famille sont des soldats des États confédérés d'Amérique,.
En 1975, la bourse d'études fédérale Truman Scholarship est créée pour récompenser les étudiants universitaires ayant démontré un dévouement remarquable pour la fonction publique. En 2001, l'université du Missouri fonde l'école Harry S. Truman d'affaires publiques pour faire progresser les études et les pratiques gouvernementales. Le club sportif de l'université du Missouri, les Tigers du Missouri, a une mascotte officielle appelée Truman the Tiger. Le 1er juillet 1996, l'université du Nord-Est de l'État du Missouri devint l'université d'État Truman, pour marquer sa transformation d'un institut universitaire de formation des maîtres en une université d'arts libéraux plus sélective et pour honorer le seul Missourien à être devenu président. Un collège universitaire de Chicago dans l'Illinois est nommé Harry S. Truman pour honorer son engagement pour les universités et les écoles publiques. En 2000, le quartier-général du département d'État construit dans les années 1930 mais jamais officiellement nommé reçut le nom d'Harry S. Truman Building.
Malgré les efforts de Truman pour limiter la taille de la flotte aéronavale, qui entraîne la révolte des amiraux de 1949, le porte-avion USS Harry S. Truman fut lancé le 7 septembre 1996. Le 129e régiment d'artillerie est appelé Truman's Own (« Celui de Truman ») pour rappeler le service de Truman dans l'unité pendant la Première Guerre mondiale.
En 1984, Truman reçoit à titre posthume la médaille d'or du Congrès. En 1991, il est inscrit dans le Hall of Famous Missourians (en) et un buste en bronze le représentant est exposé dans la rotonde du Capitole de l'État du Missouri. En 2006, Thomas Daniel, petit-fils de Truman, accepte l'étoile de son grand-père sur le Walk of Fame du Missouri à Marshfield. En 2007, John Truman, son neveu, accepte l'étoile de Bess Truman. Le président est joué par Gary Sinise dans le film Truman de 1996. Le jour de sa naissance, le 8 mai, est un jour férié appelé Truman Day dans le Missouri.
Parmi les autres sites associés à Truman :
- le Harry S. Truman National Historic Site regroupe la maison des Wallace à Independence et la ferme familiale de Grandview ; Truman vendit la plus grande partie de la ferme pour le développement urbain de Kansas City ;
- le Harry S. Truman Birthplace State Historic Site à Lamar marque la maison de naissance de Truman où il passa les dix premiers mois de sa vie[208] ;
- le Harry S. Truman Presidential Library and Museum - La bibliothèque présidentielle à Independence ;
- la Harry S. Truman Little White House - Résidence d'hiver de Truman à Key West en Floride ;
- les Harry S. Truman Dam and Reservoir dans le Missouri sont nommés en son honneur.

### Héritage

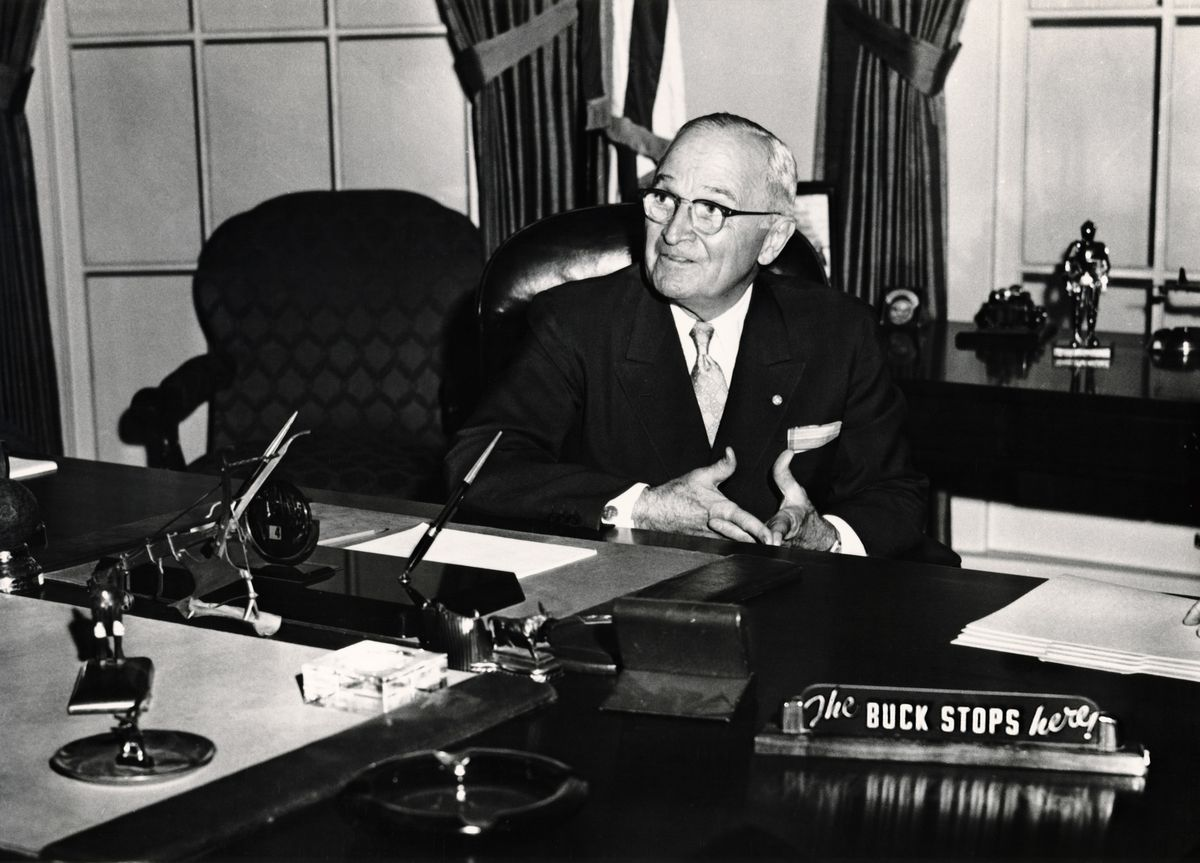
L'ancien président Truman avec le panonceau The Buck Stops Here (« La patate chaude s'arrête ici ») sur une reconstitution de son bureau de président.

Lorsqu'il quitta ses fonctions en 1953, Truman était l'un des présidents les plus impopulaires de l'histoire. Son taux d'approbation de 22 % dans le sondage Gallup en février 1952 était inférieur aux 24 % de Richard Nixon en août 1974 lorsqu'il démissionna. Les évaluations de Truman s'améliorèrent dans les années qui suivirent et en 1962, un groupe de 75 historiens mené par Arthur M. Schlesinger, Sr., plaça Truman parmi les « presque grands » présidents. La période qui suivit sa mort renforça une réhabilitation partielle de son héritage parmi les historiens et le public. Truman décéda alors que la nation était divisée par la guerre du Viêt Nam et le scandale du Watergate et sa mort relança l'intérêt pour sa carrière politique. Au début et au milieu des années 1970, Truman captura l'imagination populaire comme il l'avait fait en 1948, cette fois en émergeant comme l'archétype du héros politique local et d'un président considéré comme un exemple d'intégrité et de responsabilité à une époque où de nombreux observateurs jugeaient ces qualités manquantes chez Nixon. La réévaluation de Truman par le public fut aidée par la popularité d'un livre d'entretien entre Truman et le journaliste Merle Miller, commencé en 1961 avec l'assurance qu'il ne serait publié qu'après la mort de Truman.
Truman avait néanmoins ses critiques. Après une évaluation des informations dont Truman disposait sur les activités d'espionnage au sein du gouvernement américain, le sénateur démocrate Daniel Patrick Moynihan conclut que Truman était « presque obstinément borné » au sujet des dangers du communisme américain. En 2010, l'historien Alonzo Hamby conclut qu'« Harry Truman reste un président controversé ». Cependant, depuis son départ de la Maison-Blanche, Truman est bien placé dans le classement des présidents américains. Il n'a jamais été classé en dessous de la neuvième place et fut placé à la cinquième place dans un sondage de la chaîne C-SPAN de 2009.

## Filmographie

### Cinéma
Les acteurs suivants ont incarné Harry S. Truman à l'écran :
- E. G. Marshall, dans Collision Course: Truman vs. MacArthur (1976)[215] ;
- Ed Flanders, dans MacArthur, le général rebelle (1977)[216] ;
- Gary Sinise, dans Truman (1995)[207] ;
- John Wallace, dans Race for the White House (2016)[217];
- Gary Oldman dans Oppenheimer (2023).

## Documentaire
En 2021, arte.tv publie le documentaire La guerre froide, la croisade de Truman (réalisateur : Mickaël Gamrasni),.

#### En français
- Georges Ayache, Les présidents des États-Unis : Histoire et portraits, Paris, Éditions Perrin, 2016, 480 p. (ISBN 978-2-262-06420-4, OCLC 991492904, BNF 45110316, lire en ligne ).
- Nicole Bacharan, Les Noirs américains : Des champs de coton à la Maison Blanche, Paris, Éditions Perrin, coll. « Tempus » (no 337), 2010, 618 p. (ISBN 978-2-262-03275-3, OCLC 708357029, BNF 42305262).
- Jacques Binoche, Histoire des États-Unis, Paris, Éditions Ellipses, coll. « Ellipses poche », 2017, 2e éd. (1re éd. 2003), 256 p. (ISBN 978-2-340-02170-9, OCLC 1020169920, BNF 45414237, présentation en ligne).
- Ivan Cadeau, La guerre de Corée (1950-1953), Paris, Éditions Perrin, coll. « Tempus » (no 620), 2016, 2e éd. (1re éd. 2013), 367 p. (ISBN 978-2-262-06449-5, OCLC 940566494, BNF 44514030).
- Jean-Marc Daniel, Histoire de l'économie mondiale : Des chasseurs-cueilleurs aux cybertravailleurs, Paris, Éditions Tallandier, coll. « Texto », 2023, 2e éd. (1re éd. 2021), 442 p. (ISBN 979-10-210-5623-7, OCLC 1369607098, BNF 47201221, présentation en ligne).
- Claude Fohlen, Les États-Unis au XXe siècle, Paris, Aubier, coll. « Collection historique », 1988, 337 p. (ISBN 2-7007-2218-3, OCLC 299420810, BNF 34989963).
- André Fontaine, La Guerre froide (1917-1991), Paris, Éditions du Seuil, coll. « Points histoire » (no 353), 2006, 2e éd. (1re éd. 2004), 572 p. (ISBN 2-02-086120-8, OCLC 469660521, BNF 40109047, présentation en ligne).
- Alain Frerejean, Tito Truman : Le coup d'arrêt à Staline, Paris, La Bisquine, 2015 (ISBN 979-10-92566-04-8).
- John Lewis Gaddis (trad. de l'anglais par John Edwin Jackson), La Guerre froide [« The Cold War »], Paris, Les Belles Lettres, 2019, 349 p. (ISBN 978-2-251-44917-3, OCLC 1089406075, BNF 45686978, présentation en ligne).
- Hélène Harter et André Kaspi, Les présidents américains : De George Washington à Joe Biden, Paris, Éditions Tallandier, coll. « Texto », 2022, 272 p. (ISBN 979-10-210-5481-3, OCLC 1345667727, BNF 47096831, présentation en ligne).
- André Kaspi, Les Américains : Naissance et essor des États-Unis (1607-1945), t. 1, Paris, Éditions du Seuil, coll. « Points histoire » (no 89), 2014, 5e éd. (1re éd. 1986), 464 p. (ISBN 978-2-7578-4154-9, OCLC 43825106, BNF 43825106, présentation en ligne).
- Robert Lacour-Gayet, Histoire des États-Unis : De Pearl Harbor à Kennedy, t. 3, Paris, Fayard, 1979, 438 p. (ISBN 2-213-00732-2, OCLC 6532175, BNF 34619199).
- Jean-Michel Lacroix, Histoire des États-Unis, Paris, Presses universitaires de France, 2022, 7e éd. (1re éd. 1996), 576 p. (ISBN 978-2-13-083290-4, OCLC 1302993439, BNF 47012774, présentation en ligne).
- Lilly Marcou, La Guerre froide : l'engrenage (1947), Bruxelles, Éditions Complexe, coll. « La mémoire du siècle » (no 51), 1987, 275 p. (ISBN 2-87027-217-0, OCLC 299985424, BNF 34975879, lire en ligne ).
- Pierre Mélandri, Histoire des États-Unis : L'ascension (1865-1974), t. 1, Paris, Éditions Perrin, coll. « Tempus » (no 522), 2013, 935 p. (ISBN 978-2-262-04177-9, OCLC 864700177, BNF 43769558).
- Pierre Mélandri, La politique extérieure des États-Unis de 1945 à nos jours, Paris, Presses universitaires de France, coll. « L'historien » (no 45), 1982, 256 p. (ISBN 2-13-037336-4, OCLC 461662264, BNF 34669468, lire en ligne ).
- Pierre Mélandri, « Le siècle américain », une histoire, Paris, Éditions Perrin, 2016, 670 p. (ISBN 978-2-262-03811-3, OCLC 960976545, BNF 45158509, lire en ligne ).
- Pierre Mélandri et Jacques Portes, Histoire intérieure des États-Unis au XXe siècle, Paris, Masson, coll. « Un siècle d'histoire », 1991, 364 p. (ISBN 2-225-82269-7, OCLC 963103160, BNF 35417225, lire en ligne ).
- Pierre Mélandri (dir.) et Serge Ricard (dir.), Ethnocentrisme et diplomatie : l'Amérique et le monde au XXe siècle, Paris, Éditions L'Harmattan, coll. « L'Aire anglophone », 2001, 253 p. (ISBN 2-7475-0824-2, OCLC 300998834, BNF 38906892, présentation en ligne).
- Pierre Mélandri (dir.) et Serge Ricard (dir.), Les Etats-Unis entre uni- et multilatéralisme : De Woodrow Wilson à George W. Bush, Paris, Éditions L'Harmattan, coll. « L'Aire anglophone », 2008, 365 p. (ISBN 978-2-296-07558-0, OCLC 436981199, BNF 41407258, présentation en ligne).
- Pierre Mélandri (dir.) et Serge Ricard (dir.), La politique extérieure des Etats-Unis au XXe siècle : le poids des déterminants intérieurs, Paris, Éditions L'Harmattan, coll. « L'Aire anglophone », 2008, 365 p. (ISBN 978-2-296-05117-1, OCLC 470925418, BNF 41244087, présentation en ligne).
- Pierre Mélandri (dir.) et Serge Ricard (dir.), Les relations franco-américaines au XXe siècle (Actes de colloque), Paris, Éditions L'Harmattan, coll. « L'Aire anglophone », 2003, 265 p. (ISBN 2-7475-5214-4, OCLC 492663351, BNF 41407258, présentation en ligne).
- Giles Milton (trad. de l'anglais par Florence Hertz), Berlin, année zéro : La première bataille de la Guerre froide [« Checkmate in Berlin: The Cold War Showdown That Shaped the Modern World »], Paris, Éditions Libretto, 2023, 554 p. (ISBN 978-2-36914-831-9, OCLC 1390096976, BNF 47267706).
- Pap Ndiaye, Les Noirs américains : De l'esclavage à Black Lives Matter, Paris, Éditions Tallandier, coll. « Texto », 2022, 2e éd. (1re éd. 2021), 217 p. (ISBN 979-10-210-5560-5, OCLC 1352241734, présentation en ligne).
- Yves-Henri Nouailhat, Truman : un chrétien à la Maison Blanche, Paris, Éditions du Cerf, 2007, 201 p. (ISBN 978-2-204-08308-9, OCLC 213053185, BNF 41022628).
- Jacques Portes, Histoire des États-Unis : De 1776 à nos jours, Paris, Armand Colin, coll. « U Histoire », 2017, 3e éd. (1re éd. 2010), 432 p. (ISBN 978-2-200-61809-4, OCLC 985086886, BNF 45268837, lire en ligne ).
- John Prados (trad. de l'anglais par Antoine Bourguilleau), Histoire de la CIA : les fantômes de Langley [« The Ghosts of Langley: Into the CIA's Heart of Darkness »], Paris, Éditions Perrin, coll. « Tempus » (no 879), 2022, 2e éd. (1re éd. 2019), 750 p. (ISBN 978-2-262-10077-3, OCLC 1331406845, BNF 47136158).
- John Prados (trad. de l'anglais par Johan-Frederik Hel Guedj), La guerre du Viêt Nam (1945-1975) [« Vietnam: The History of an Unwinnable War, 1945-1975 »], Paris, Éditions Perrin, coll. « Tempus » (no 594), 2015, 2e éd. (1re éd. 2011), 1077 p. (ISBN 978-2-262-05027-6, OCLC 1033540960, BNF 44374719).
- Pierre Rigoulot, Points chauds de la Guerre froide : 1946-1989, Paris, Éditions de l'Archipel, 2019, 357 p. (ISBN 978-2-8098-2722-4, OCLC 1125168552, BNF 45819891).
- John Roberts (auteur principal) et Odd Arne Westad (contributeur) (trad. de l'anglais par Antoine Bourguilleau), Histoire du monde : L'âge des révolutions [« The Penguin history of the world, volume III »], t. 3, Paris, Éditions Perrin, coll. « Tempus » (no 746), 2018, 2e éd. (1re éd. 2016), 768 p. (ISBN 978-2-262-07699-3, OCLC 1240728062, lire en ligne ).
- Caroline Rolland-Diamond, Black America : Une histoire des luttes pour l’égalité et la justice (XIXe – XXIe siècle), Paris, La Découverte, 2016, 575 p. (ISBN 978-2-7071-7550-2, OCLC 960045774, BNF 45135178, présentation en ligne, lire en ligne ).
- Patrick Souty, La guerre de Corée (1950-1953) : Guerre froide en Asie orientale, Lyon, Presses universitaires de Lyon, coll. « Conflits contemporains », 2002, 255 p. (ISBN 2-7297-0696-8, OCLC 154116047, BNF 38918455, lire en ligne).
- Benn Steil (trad. de l'anglais par John Edwin Jackson), Le plan Marshall [« The Marshall Plan »], Paris, Éditions Perrin, coll. « Tempus » (no 913), 2023, 2e éd. (1re éd. 2020), 827 p. (ISBN 978-2-262-09628-1, OCLC 1389758129, BNF 47267324).
- Marie-France Toinet, Histoire documentaire des États-Unis : L'Amérique triomphante (1945-1960), t. 8, Nancy, Presses universitaires de Nancy, 1994, 195 p. (ISBN 2-86480-541-3, OCLC 299452664, BNF 35719298).
- Philippe Valode, Les Présidents des États-Unis, Paris, Éditions de l'Archipel, 2008, 212 p. (ISBN 978-2-84187-745-4, OCLC 470559651, BNF 41379792).
- Bertrand Van Ruymbeke, Histoire des États-Unis : De 1919 à nos jours, t. 2, Paris, Éditions Tallandier, coll. « Texto », 2021, 691 p. (ISBN 979-10-210-4990-1, OCLC 1269586553, BNF 46846182, présentation en ligne).
- Bernard Vincent (dir.), Histoire des États-Unis, Paris, Flammarion, coll. « Champs Histoire », 2016, 4e éd. (1re éd. 1997), 720 p. (ISBN 978-2-08-139368-4, OCLC 960914039, BNF 45138239, présentation en ligne).
- Odd Arne Westad (trad. de l'anglais par Martine Devillers-Argouarc'h), Histoire mondiale de la Guerre froide : 1890-1991 [« The Cold War, a world history »], Paris, Éditions Perrin, coll. « Domaine étranger », 2019, 711 p. (ISBN 978-2-262-07584-2, OCLC 1123112675, BNF 46625852, lire en ligne ).
- Howard Zinn (trad. de l'anglais par Frédéric Cotton), Une histoire populaire des Etats-Unis d'Amérique : De 1492 à nos jours [« A People's History of the United States »], Marseille, Éditions Agone, coll. « Mémoire des Amériques », 2002, 812 p. (ISBN 2-910846-79-2, OCLC 55067320, BNF 38897325, présentation en ligne, lire en ligne ).

#### En anglais
Ouvrages
- (en) Stephen Ambrose, Eisenhower : 1890-1952, New York, Simon & Schuster, 1983, 637 p. (ISBN 978-0-671-44069-5)
- (en) William C. Binning, Larry E. Esterly et Paul A. Sracic, Encyclopedia of American Parties, Campaigns, and Elections, Westpor, Connecticutt, Greenwood, 1999 (ISBN 978-0-8131-1755-3)
- (en) Brian Burnes, Harry S. Truman : His Life and Times, Kansas City, Missouri, Kansas City Star Books, 2003, 244 p. (ISBN 978-0-9740009-3-0, lire en ligne)
- (en) John W. Chambers II, The Oxford Companion to American Military History, Oxford, Oxford University Press, 1999, 916 p. (ISBN 0-19-507198-0)
- (en) Eliot A. Cohen et John Gooch, Military Misfortunes : The Anatomy of Failure in War, New York, Free Press, 2006, 302 p. (ISBN 978-0-7432-8082-2, lire en ligne)
- (en) Robert Dallek, Harry S. Truman, New York, Times Books, 2008, 183 p. (ISBN 978-0-8050-6938-9)
- (en) Robert J. Donovan, Tumultuous Years : 1949-1953, New York, W. W. Norton, 1983 (ISBN 978-0-393-01619-2)
- (en) Joanne C. Eakin et Donald R. Hale, Branded as Rebels, Madison, Wisconsin, University of Wisconsin Press, 1995 (ASIN B003GWL8J6)
- (en) Kim Isaac Eisler, A Justice for All : William J. Brennan, Jr., and the Decisions that Transformed America, New York, Simon & Schuster, 1993, 303 p. (ISBN 978-0-671-76787-7)
- (en) Robert Hugh Ferrell, Harry S. Truman : A Life, Columbia, Missouri, University of Missouri Press, 1994, 501 p. (ISBN 978-0-8262-1050-0, lire en ligne)
- (en) Richard M. Freeland, The Truman Doctrine and the Origins of McCarthyism, New York, Alfred A. Knopf, 1970, 419 p. (ISBN 978-0-8147-2576-4)
- (en) James N. Giglio, Truman in cartoon and caricature, Kirksville, Missouri, Truman State University Press, 2001 (ISBN 978-0-8138-1806-1)
- (en) Alonzo L. Hamby, Harry S. Truman and the Fair Deal, Lexington, Massachusetts, D. C. Heath and Company, 1974, 244 p. (ISBN 978-0-669-87080-0)
- (en) Alonzo L. Hamby, Man of the People : A Life of Harry S. Truman, Oxford, Oxford University Press, 1995, 810 p. (ISBN 978-0-19-504546-8)
- (en) Ole Holsti, Public Opinion and American Foreign Policy, Ann Arbor, Michigan, The University of Michigan Press, 1996, 257 p. (ISBN 978-0-472-06619-3, lire en ligne)
- (en) Stephen Hunter et John Bainbridge, Jr., American Gunfight : The Plot To Kill Harry Truman : And The Shoot-Out That Stopped It, New York, Simon & Schuster, 2005, 368 p. (ISBN 978-0-7432-6068-8)
- (en) Richard S. Kirkendall, Harry S. Truman Encyclopedia, Boston, G. K. Hall Publishing, 1989 (ISBN 978-0-8161-8915-1)
- (en) James E. Kloetzel et Steve Charles, Scott Standard Postage Stamp Catalog, vol. 1, Sidney, Ohio, Scott Publishing Company, avril 2012, 1422 p. (ISBN 978-0-89487-460-4)
- (en) George Lenczowski, American Presidents and the Middle East, Durham, N.C., Duke University Press, 1990, 321 p. (ISBN 978-0-8223-0972-7)
- (en) Morris J., Jr. MacGregor, Integration of the Armed Services 1940-1965, Washington, D.C., Center of Military History, 1981, 647 p. (ISBN 978-0-16-001925-8, lire en ligne)
- (en) Joseph William Martin, My First Fifty Years in Politics as Told to Robert J. Donovan, New York, McGraw-Hill, 1960
- (en) Donald R. McCoy, The Presidency of Harry S. Truman, Lawrence, Kansas, University Press of Kansas, 1984, 412 p. (ISBN 978-0-7006-0252-0, lire en ligne)
- (en) David McCullough, Truman, New York, Simon & Schuster, 1992 (ISBN 978-0-671-86920-5)
- (en) Merle Miller, Plain Speaking : An Oral Biography of Harry S. Truman, New York, Putnam Publishing Group, 1974, 448 p. (ISBN 978-0-399-11261-4)
- (en) Franklin D. Mitchell, Harry S. Truman and the News Media : Contentious Relations, Belated Respect, Columbia, Missouri, University of Missouri Press, 1998, 277 p. (ISBN 0-8262-1180-1, lire en ligne)
- (en) Richard E. Neustadt, « Congress and the Fair Deal: A Legislative Balance Sheet », Public Policy, Boston, vol. 5,‎ 1954 réimprimé dans Hamby 1974, p. 15-42
- (en) Allan Nevins, « Year of Decisions a 'volume of distinction' », The New York Times Book Review,‎ 6 novembre 1955
- (en) David M. Oshinsky, « Harry Truman », dans The American Presidency, Boston, Houghton Mifflin, 2004 (ISBN 978-0-618-38273-6)
- (en) David Pietrusza, 1948 : Harry Truman's Improbable Victory and the Year That Transformed America, New York, Union Square Press, 2011, 520 p. (ISBN 978-1-4027-6748-7)
- (en) Sean J. Savage, Roosevelt : The Party Leader, 1932-1945, Lexington, Kentucky, The University Press of Kentucky, 1991, 232 p. (ISBN 978-0-8131-1755-3)
- (en) Max J. Skidmore, After the White House : Former Presidents as Private Citizens, New York, Macmillan, 2004, 195 p. (ISBN 978-0-312-29559-2, lire en ligne)
- Michael Stohl, « National Interest and State Terrorism », dans The Politics of Terrorism, New York, CRC Press, 1988
- (en) James L. Stokesbury, A Short History of the Korean War, New York, Harper Perennial, 1990, 276 p. (ISBN 978-0-688-09513-0)
- (en) Gil Troy, Leading from the Center : Why Moderates Make the Best Presidents, New York, Basic Books, 2008, 341 p. (ISBN 978-0-465-00293-1)
- (en) Harry S. Truman, Memoirs : Year of Decisions, vol. 1, Garden City, N.Y., Doubleday, 1955
- (en) Harry S. Truman, Memoirs : Years of Trial and Hope, vol. 2, Garden City, New York, Doubleday, 1956
- (en) Margaret Truman, Harry S. Truman, New York, William Morrow and Co, 1973, 602 p. (ISBN 978-0-688-00005-9)
- (en) Allen Weinstein, Perjury : The Hiss-Chambers Case, New York, Random House, 1997, 684 p. (ISBN 0-679-77338-X)

Journaux
- (en) Massad Ayoob, « Drama at Blair House: the Attempted Assassination of Harry Truman », American Handgunner, no mars-avril 2006,‎ 2006
- (en) Robert Griffith, « Truman and the Historians: The Reconstruction of Postwar American history », The Wisconsin Magazine of History, vol. 59, no 1,‎ automne 1975
- (en) Alonzo L Hamby, « 1948 Democratic Convention The South Secedes Again », Smithsonian,‎ aout 2008
- (en) Ken Hechler et George M. Elsey, « The Greatest Upset in American Political History: Harry Truman and the 1948 Election », White House Studies, no Winter,‎ 2006
- (en) « Truman Committee Eposes Housing Mess », Life,‎ 30 novembre 1942 (lire en ligne, consulté le 10 octobre 2012)
- (en) Ernest R. May, « 1947-48: When Marshall Kept the U.S. Out of War in China », The Journal of Military History, no October 2002,‎ 2002 (JSTOR 3093261)
- (en) James I. Matray, « Truman's Plan for Victory: National Self-determination and the Thirty-eighth Parallel Decision in Korea », Journal of American History, vol. 66, no 2,‎ 1er septembre 1979 (ISSN 0021-8723, DOI 10.2307/1900879, JSTOR 1900879)
- (en) Michael Ottolenghi, « Harry Truman's Recognition of Israel », Historical Journal, vol. 47, no 4,‎ décembre 2004
- (en) Geoffrey Roberts, « Historians and the Cold War », History Today,‎ décembre 2000 (lire en ligne, consulté le 4 avril 2010)
- (en) Donald C. Smaltz, « Independent Counsel: A View from Inside », The Georgetown Law Journal, vol. 86, no 6,‎ juillet 1998
- (en) Lawrence N. Strout, « Covering McCarthyism: How the Christian Science Monitor Handled Joseph R. McCarthy, 1950-1954 », Journal of Political and Military Sociology, vol. 2001, no Summer,‎ 1999
- (en) Ernest B. Vaccaro, « Truman Puts in Busy Day as Term Comes to Close », The Victoria Advocate,‎ 15 janvier 1953 (lire en ligne, consulté le 8 septembre 2012)
- (en) Samuel F. Wells, Jr., « Sounding the Tocsin: NSC 68 and the Soviet Threat », International Security, vol. 4, no 2,‎ automne 1979 (JSTOR 2626746)
- (en) James T. Wooten, « Truman Honored By World Notables At Cathedral Rites », The New York Times,‎ 6 janvier 1973 (lire en ligne, consulté le 1er novembre 2012)

Time
- (en) « The Art of the Possible », Time,‎ 6 juin 1949 (lire en ligne , consulté le 25 juillet 2012)
- (en) « Armed Forces: Revolt of the Admirals », Time,‎ 17 octobre 1949 (lire en ligne , consulté le 25 juillet 2012)
- (en) « The Wonderful Wastebasket », Time,‎ 24 mars 1952 (lire en ligne , consulté le 25 juillet 2012)
- (en) « The Man of Spirit », Time,‎ 13 aout 1956 (lire en ligne , consulté le 25 juillet 2012)
- (en) « National Affairs: Taft-Hartley: How It Works and How It Has Worked », Time,‎ 19 octobre 1959 (lire en ligne , consulté le 25 juillet 2012)
- (en) « The Presidency: The World of Harry Truman », Time,‎ 8 janvier 1973 (lire en ligne , consulté le 25 juillet 2012)
- (en) « Historical Notes: Giving Them More Hell », Time,‎ 3 décembre 1973 (lire en ligne , consulté le 25 juillet 2012)
- (en) Nancy Gibbs, « When New President Meets Old, It's Not Always Pretty », Time,‎ 10 novembre 2008 (lire en ligne, consulté le 4 septembre 2012)
- (en) « Truman on Time Magazine Covers », Time,‎ 8 mars 1943 (lire en ligne, consulté le 25 juillet 2012)

The Washington Post
- (en) Bart Barnes, « Margaret Truman Daniel Dies at Age 83 », The Washington Post,‎ 29 janvier 2008 (lire en ligne, consulté le 2 avril 2010)
- (en) Cameron W. Barr, « Listing Madonna Rescued in Bethesda », The Washington Post,‎ 11 décembre 2004 (lire en ligne, consulté le 4 avril 2010)
- (en) J. Y. Smith, « Paul Hume: Music Critic Who Panned Truman Daughter's Singing and Drew Presidential Wrath », Pitssburgh Post-Gazette via The Washington Post,‎ 28 novembre 2001 (lire en ligne, consulté le 22 juillet 2012)

#### En allemand
- (de) Christof Mauch (dir.), Die Präsidenten der USA : Historische Porträts von George Washington bis Joe Biden, Munich, C.H. Beck, 2021, 2e éd. (1re éd. 2015), 621 p. (ISBN 978-3-406-76733-3, présentation en ligne, lire en ligne ).